# 唐纳德·特朗普的种族观点
美国总统唐纳德·特朗普的言行一直被批評存在种族主义或同情白人至上主义。记者、好友、家人和前雇员都指责他在美国煽动种族主义。但特朗普屡次对种族主义指控表示否认。
1973年，特朗普及其公司特朗普管理公司因涉对非裔租房者进行住房歧视而被司法部起诉；特朗普达成和解并服从判决，在不承认有过错的情况下终止这些做法。2011年至2016年，特朗普是已被揭穿的出生地阴谋论的主要支持者，错误地声称贝拉克·奥巴马总统并非出生在美国。在一桩种族歧视的刑事案件中，特朗普直到2024年仍然声称一个被称为“中央公园五人组”的团体应对1989年中央公园慢跑者强奸一名白人女性的案件负责，该团体主要由非裔美国青少年组成，尽管这五名男性已于2002年被正式宣告无罪。特朗普在2016年总统竞选开始时发表演讲，称墨西哥将罪犯送到边境：“他们带来毒品。他们带来犯罪。他们是强奸犯。但我认为，其中一些是好人。”在竞选期间，特朗普利用白人工人阶级选民的恐惧心理，并给人留下了对国家构成挑战的团体具有全球危险性的印象。
2017年，在弗吉尼亚州夏洛茨维尔举行的白人至上主义者集会后，特朗普发表言论，批评人士认为这些言论暗示白人至上主义游行者与抗议他们的人之间存在道德对等，都称其为“非常优秀的人”，尽管特朗普声明“我不是在谈论新纳粹分子和白人民族主义者，因为他们应该受到彻底的谴责”。2018年，在一次关于移民改革的椭圆形办公室会议上，特朗普据称将萨尔瓦多、海地和非洲国家称为“粪坑”，这一言论被广泛谴责为种族主义言论。2019年7月，特朗普在推特上批评四名有色人种民主党女议员，其中三人出生于美国：“她们为什么不回去，帮助修复她们来自的那个支离破碎、犯罪猖獗的地方。然后回来告诉我们怎么做。”《大西洋月刊》等新闻媒体批评该评论是常见的种族主义言论。他后来否认自己的言论带有种族主义色彩，并表示“如果有人对我们的国家有意见，如果有人不想留在我们国家，他们就应该离开。”
特朗普的争议言论遭到世界各地许多观察家的谴责，但他的一些支持者认为这是对政治正确性的拒绝，而另一些人则认为是因为他们怀有相似的种族信仰。多项研究和调查显示，种族怨恨促成了特朗普的政治崛起，并且在决定美国选民的政党忠诚度方面比经济因素更为重要。种族主义和仇视伊斯兰教的态度已被证明是对特朗普支持率的有力指标。

## 就任总统前

### 住房歧视案件
1973年，美国司法部起诉特朗普管理公司、唐纳德·特朗普及其父亲弗雷德·特朗普，指控他们在租房行为中歧视非裔美国人。
纽约市人权部门的测试人员发现，特朗普大厦的潜在黑人租户被告知没有空房，而潜在的白人租户则被提供同一栋楼的公寓。调查期间，特朗普的四名经纪人承认使用“C”（代表“有色人种”）或“9”代码来标记黑人申请人，并表示他们被告知公司“不鼓励出租给黑人”或“不允许出租给黑人租户”，并且潜在的黑人租户应该被送到中央办公室，而白人租户的申请可以在现场接受。三名门卫作证说，他们被告知要通过谎报租金或声称没有空房来劝阻潜在的黑人租户。1975年，双方达成和解，特朗普同意知悉《公平住房法》，刊登广告称欢迎黑人租房，每周向都市联盟提供一份空置房屋清单，并允许都市联盟为非白人比例低于10%的房产中20%的空置房屋推荐合格的候选人。
负责记录特朗普证词的司法部律师伊莉丝·戈德韦伯表示，在一次咖啡休息期间，特朗普直接对她说：“你知道，你也不想和他们住在一起。”
1978年，特朗普集团因继续拒绝向黑人租户出租而违反1975年的和解条款，再次遭到起诉；特朗普和他的律师罗伊·科恩对上述指控表示否认。1983年，大都会行动研究所指出，特朗普村的两处房产白人比例仍然超过95%。

### 中央公园慢跑者案
1989年4月19日晚，特丽莎·梅利在曼哈顿中央公园遭到袭击、强奸和鸡奸。袭击当晚，五名未成年男子（四名非裔美国人和一名西班牙裔）因涉嫌约30名青少年在中央公园犯下的多起袭击事件而被捕。检方无视证据表明，有一名肇事者的DNA与任何嫌疑人都不匹配，而是使用了嫌疑人声称是胁迫和虚假的供词。1990年，陪审团在两次不同的审判中将他们定罪，刑期从5年到15年不等。袭击事件在媒体上被广泛报道。
1989年5月1日，特朗普在纽约市四大主要报纸上刊登整版广告，呼吁恢复死刑。他说，他希望那些被指控在中央公园殴打并强奸一名慢跑者的“各个年龄段的罪犯”都“感到恐惧”。特朗普在接受CNN采访时向拉里·金表示：“我们社会的问题在于受害者完全没有权利，而罪犯却拥有令人难以置信的权利”。他还谈到另一起女性被强奸并被扔出窗外的案件时表示：“如果我们想要有所作为，也许仇恨正是我们需要的。”
2002年，一名入狱的连环强奸犯承认强奸慢跑者，遺傳指紋分析证实了这一事实，五名男子的定罪被撤销。2003年，他们以恶意起诉、种族歧视和精神损害为由起诉纽约市政府。五名被告的律师表示，特朗普的广告煽动了舆论。2014年，纽约市以4100万美元（约合2023年5200万美元）和解了此案。同年6月，特朗普称该和解“是一种耻辱”，并表示该团体仍有可能被判有罪：“和解并不意味着无罪……这些年轻人的过去并不像天使一样美好。”
2016年10月，特朗普竞选总统时表示“中央公园五人案”有罪，对他们的定罪不应被撤销，此举招致了“中央公园五人案”成员及其他人士的批评。共和党参议员约翰·麦凯恩撤回对特朗普的支持，部分原因是特朗普“对‘中央公园五人案’中无辜者的无耻言论”。五名被告之一尤素夫·萨拉姆表示，他在被拘留期间遭到警方虐待，是被迫认罪的。执导纪录片《中央公园五人案》的电影制片人肯·伯恩斯帮助洗清被告的罪名，他称特朗普的言论“极其粗俗”且“彻头彻尾的种族主义”。
2019年6月，在回应肯·伯恩斯的纪录片和Netflix迷你剧《当他们看到我们时》时，特朗普坚持了他之前的言论，称“双方都有人持这种观点。他们都承认了自己的罪行。如果你看看琳达·费尔斯坦和一些检察官，你会发现他们认为市政府根本不应该解决这个案子。所以我们就此打住吧。”

### 黑人专业人士
1989年，特朗普在接受布莱恩特·甘布尔采访时表示：“在就业市场上，受过良好教育的黑人比受过良好教育的白人拥有巨大的优势。”《财富》杂志报道称，有关求职者种族对其就业前景影响的事实证据研究并未证实特朗普的这一说法。
约翰·奥唐纳在其1991年出版的《Trumped!》 一书中引用了特朗普的话说：
我在特朗普城堡和特朗普广场都有黑人会计。黑人数我的钱！我讨厌这样。我只想要矮个子戴着基帕的人来数我的钱……我只想要这些人来数我的钱。其他人都不行……除此之外，我还得告诉你一件事。我觉得那家伙很懒。这大概不是他的错，因为懒惰是黑人的天性。
特朗普在1997年发表的一次采访中告诉《花花公子》杂志表示“奥唐纳写的关于我的东西可能是真的”。两年后，在寻求改革党总统候选人提名时，特朗普否认发表过这番言论。

### 美国原住民博彩业
1990年代初，特朗普在大西洋城的投资受到不断扩张的美国原住民赌场业的竞争威胁。在此期间，特朗普声称“没有人比唐纳德·特朗普更喜欢印第安人”，但随后又毫无证据地声称黑帮已经渗透到美国原住民赌场，并声称“印第安人”或“印第安酋长”根本无法对抗黑帮，暗示赌场实际上并非由美国原住民拥有，理由是赌场老板的外表，以及将美国原住民描绘成贪婪的人。
2000年，特朗普及其同伙被罚款25万美元（相当于2023年的42万美元），并公开道歉，因为他们没有透露他们资助了批评在卡茨基尔山建造更多美洲原住民赌场的广告，这些广告暗示莫霍克印第安人吸食可卡因并带来暴力，他们质问：“这些就是我们想要的新邻居吗？”这些广告声称由“草根、亲家庭”的捐助者资助，实际上由罗杰·斯通设计，而特朗普批准并资助这项耗资数百万美元的项目。
1993年，特朗普在国会与美国众议院自然资源委员会资深成员乔治·米勒就印第安赌场问题展开辩论。特朗普认为这种竞争会损害他自己的赌博利益。米勒在谈到印第安人的种族时问道：“这就是你吗？”“我们要根据人们是否有印第安血统来判断他们是否有资格经营赌场？”特朗普回应道：“那很可能就是我，绝对没错。因为，我告诉你。如果你看看你批准的一些保留地，看看你，先生，凭借你的智慧批准的那些，我现在就可以告诉你，在我看来，他们根本不像印第安人。”米勒回应道，“感谢上帝，这不是检验人们在这个国家是否拥有权利的标准——无论他们是否通过你的‘外表’测试。”2024年，MSNBC的安娜·卡布雷拉评论道，“在1993年的那段视频中与特朗普对质的加利福尼亚州众议员乔治·米勒说，那是他在国会40年任期内听到的最不负责任的证词。”

### 电视节目《学徒》
2005年4月，特朗普出现在霍华德·斯特恩的广播节目中，提议电视节目《学徒》第四季将由一支纯白人金发女郎组成的队伍与一支纯非裔美国人队伍竞争。斯特恩问特朗普这是否会引发一场“种族战争”，特朗普回答说：“我会处理得非常好……我很老练。”该提议遭到全国广播公司电视部门高管的拒绝。《学徒》第四季的最终结局是，特朗普邀请本季非裔美国男性冠军兰德尔·萍克特与获得亚军的一位白人女性分享荣誉。萍克特称此举是“种族主义”。
特朗普还被指控在《学徒》拍摄期间使用种族歧视性言论。前《学徒》参赛选手、前特朗普政府通讯主管奥马罗萨·马尼戈特·纽曼表示，特朗普使用“黑鬼”之类的词汇。《学徒》第一季联合制片人比尔·普鲁特也表示，特朗普在拍摄期间使用了种族歧视性言论。

## 2016年竞选

### 墨西哥移民
特朗普在接受唐·莱蒙采访时，他反问道“谁在强奸？”，为自己关于墨西哥移民的言论进行辩护。

### 穆斯林移民禁令提议
特朗普在总统竞选期间频繁提出禁止某些穆斯林占多数的国家入境美国的提议。2016年7月下旬，NBC新闻将他的立场描述为：“禁止所有穆斯林，或许还可以禁止其他来自有恐怖主义历史的国家的人，但就是不要说‘穆斯林’。”鲁迪·朱利安尼在福克斯新闻上表示，特朗普委托他制定一项“穆斯林禁令”，并要求朱利安尼组建一个委员会，向他展示“合法执行的正确方法”。该委员会的成员包括前美国司法部长兼纽约南区首席法官迈克尔·穆凯西，以及众议员迈克·麦考尔和彼得·T·金，他们决定放弃宗教依据，转而关注朱利安尼所说的“有大量证据表明有人正在向美国派遣恐怖分子”的地区。
2016年5月，特朗普略微收回了其穆斯林禁令的呼吁，称其“仅仅是一个想法，而不是一项提案”。2016年6月13日，特朗普重新制定禁令，使其更具地域性，而非宗教性，适用于“世界上有针对美国、欧洲或我们盟友的恐怖主义历史的地区”。两小时后，他声称禁令仅针对“与伊斯兰恐怖主义有关的”国家。2016年6月，他还表示将允许来自英国等盟友的穆斯林进入美国。2016年5月，当被问及禁令如何适用于伦敦新当选市长萨迪克·汗时，特朗普表示“总会有例外”。萨迪克·汗的发言人回应称，特朗普的观点“无知、分裂且危险”，正中极端分子的下怀。
2016年6月，特朗普扩大他提出的禁止穆斯林移民美国的禁令，将来自有恐怖主义历史地区的移民也纳入其中。特朗普表示：“当我当选后，我将暂停来自世界各地有证据表明存在针对美国、欧洲或我们盟友的恐怖主义历史的地区的移民，直到我们了解如何终结这些威胁”。据《纽约时报》报道，律师和法律学者表示，总统有权执行该计划，但这需要一项雄心勃勃、可能耗时的官僚努力，并会滥用行政权力。移民分析人士还指出，特朗普计划的实施可能会“引发一波针对在国外旅行和生活的美国公民的报复浪潮”。2016年7月，特朗普称他的提议涵盖“任何受到恐怖主义威胁的国家”。特朗普后来将此次重新表述称为“极端审查”。
2016年7月，当被问及他限制来自恐怖主义高发地区的移民的提议时，特朗普坚称这并不是对他最初禁止所有穆斯林移民提议的“倒退”。他说：“事实上，你可以说这是一种扩张。我现在正在考虑领土问题。”当被问及他的新提议是否意味着将对来自法国、德国和西班牙等受到恐怖主义威胁的国家的移民进行更严格的审查时，特朗普回答说：“这是他们自己的错，因为多年来他们一直允许人们进入他们的领土。”
2016年8月15日，特朗普暗示“极端观点”将成为被驱逐出境美国的理由，并表示将驱逐奥兰多夜总会枪击案枪手奥马尔·马丁的父亲塞迪克·马丁，后者曾表示支持塔利班。8月31日，特朗普在凤凰城发表演讲时表示，他将成立一个委员会，研究将暂停哪些地区或国家的移民，并指出叙利亚和利比亚将名列前茅。当时特朗普竞选团队的移民顾问杰夫·塞申斯表示，特朗普竞选团队的计划是“迄今为止在这个国家可能永远都不会改变的、旨在修复美国移民制度的最佳执法计划”。在确认听证会上，他承认支持基于“恐怖分子进入风险异常高的地区”进行审查；塞申斯承认，如果该计划违反了“宪法秩序”，司法部将需要对其进行评估。

### 西班牙裔法官
2013年，纽约州对特朗普大学提起4000万美元（约合2023年的5160万美元）的民事诉讼，指控该公司作出虚假陈述并欺骗消费者。另有两起集体民事诉讼，涉及特朗普本人及其公司。在总统竞选期间，特朗普对负责两起案件的法官冈萨洛·P·库里尔予以批评，指控其裁决存在偏见，因为他是“墨西哥法官，有墨西哥血统”。尽管库里尔法官的父母是从墨西哥移民过来的，但他是出生于印第安纳州东芝加哥的美国公民。特朗普表示，库里尔的墨西哥血统会让他与法官产生“绝对的冲突”，这将导致种族主义的指控。众议院议长、特朗普的支持者、共和党人保罗·瑞安评论道：“我不认同这些言论。声称一个人因为种族原因无法胜任工作，这有点像教科书上对种族主义言论的定义。我认为这种言论应该被绝对否认。这绝对是不可接受的。”

### 仇恨犯罪
2015年8月19日，两名白人男子（此后认罪）在波士顿地铁站外袭击了一名正在睡觉的男子。警方将袭击者拘留，其中一人供认了袭击动机：“唐纳德·特朗普是对的，所有非法移民都应该被驱逐出境。” 当天晚些时候，特朗普在新闻发布会上得知了此事。他回应道：“我没有听说过。那将是一种耻辱……我要说的是，关注我的人非常热情。他们热爱这个国家，他们希望这个国家再次伟大。”

### 新泽西阿拉伯人
2015年11月21日，在阿拉巴马州伯明翰举行的集会上，特朗普谎称自己看到电视报道，称“成千上万”的阿拉伯裔美国人在新泽西州庆祝世贸中心在9/11袭击中倒塌。在接受喬治·斯蒂芬諾伯羅斯采访时，特朗普再次强调了这一说法，坚称“在新泽西州的另一边，那里有大量阿拉伯裔居民，也有人在欢呼”。

### 索马里难民
2016年8月，特朗普在缅因州竞选，该州有大量索马里移民。在一次集会上，他说：“我们看到越来越多的犯罪案件不断恶化，缅因州是索马里难民的主要目的地，这一点众所周知，对吧？”特朗普还提到恐怖主义风险，并提到了2016年6月发生的一起事件，当时三名索马里青年因计划加入叙利亚伊斯兰国而被判有罪。
在缅因州索马里人聚居地刘易斯顿，警察局长表示，索马里人已经融入了这座城市，他们并没有导致犯罪率上升；犯罪率实际上是在下降，而不是上升。市长表示，刘易斯顿很安全，大家都相处融洽。在特朗普发表讲话后举行的索马里人支持集会上，波特兰市长欢迎该市的索马里居民，并表示：“在这里我们需要你们。” 缅因州共和党参议员苏珊·柯林斯评论道：“特朗普先生贬损合法来到这个国家的移民的言论尤其无益。缅因州受益于来自欧洲、中东、亚洲以及越来越多的非洲的人们——包括我们来自索马里的朋友。”

### Twitter和辩论中的种族指责
在2016年竞选活动之前和期间，特朗普利用其政治平台传播针对不同种族群体的诋毁性言论。特朗普声称：“我们城市中绝大多数的暴力犯罪都是由黑人和西班牙裔犯下的”，“巴尔的摩、芝加哥等地以及许多其他地方几乎每小时都有杀人案发生”，“美国有些地方是世界上最危险的地方之一。比如奥克兰或弗格森，那里的犯罪率更糟糕。真的吗？”他还转发了一条虚假信息，称81%的白人谋杀案受害者是被黑人杀害的（根据联邦调查局2014年的数据，实际比例为15%）。
据发现，竞选期间，特朗普转发了#WhiteGenocide（白人大屠杀运动）主要影响者的推文超过75次，其中两次转发了用户名为@WhiteGenocideTM的用户的推文。特朗普还错误地声称，“非裔美国人社区绝对处于前所未有的糟糕境地。比以往任何时候都更加糟糕”，“你去内城，你会发现那里的贫困率是45%，非裔美国人现在在内城的贫困率是45%，”并且“非裔美国人和西班牙裔生活在地狱里。你走在街上，就会被枪杀”。
其他指控则针对总统贝拉克·奥巴马。特朗普将2014年弗格森镇骚乱归咎于奥巴马，称“奥巴马总统对非裔美国人社区完全没有控制权（或尊重）”，并将2015年巴爾的摩暴動归咎于奥巴马，称“我们伟大的非裔美国总统并没有对那些如此高兴和公然摧毁巴尔的摩的暴徒产生积极影响！”特朗普还发表未经证实的言论，称奥巴马“不是一个好学生”，需要某种模棱两可的帮助才能考上大学，暗示奥巴马可能没有上过课，多次重申奥巴马让比尔·艾尔斯为他写书的阴谋论，并表示：“可悲的是，由于奥巴马总统的总统工作如此糟糕，你们几代人都看不到另一位黑人总统了！”特朗普声称俄罗斯总统弗拉基米尔·普京用“N字”来形容奥巴马，称这表明普京不尊重奥巴马，而特朗普本人会做得更好。
特朗普还暗示福音派人士不应该信任特德·克鲁兹，因为克鲁兹是古巴裔；而杰布·布什“因为他的妻子而必须喜欢墨西哥非法移民”，他的妻子是墨西哥裔美国人。

### 2016年竞选期间的少数族裔外展活动
民调数据显示，特朗普在拉丁裔美国人中的支持率较低；2016年2月进行的一项全国性调查显示，约80%的西班牙裔选民对特朗普持负面看法（其中70%的人持“非常负面”看法），是其他共和党候选人比例的两倍多。这些低支持率的原因是特朗普在竞选中支持拟议的墨西哥边境墙，以及他反对非法移民的言论。尽管预计拉美裔支持率较低，但特朗普获得了约29%的西班牙裔选票，略高于罗姆尼在2012年获得的选票。
根据2016年美国总统选举期间的民调数据，特朗普几乎没有获得非裔美国人的支持。2016年8月，晨间咨询公司的一项民调显示，只有5%的黑人选民表示打算投票给特朗普。然而，特朗普最终获得了8%的非裔美国人选票，比米特·罗姆尼在2012年获得的选票多出约50万张。2016年8月，特朗普在弗吉尼亚州发表演讲时表示：“你们生活在贫困之中，你们的学校不好，你们没有工作，你们58%的年轻人失业——尝试像特朗普这样的新事物，你们到底有什么损失呢？”
2016年6月，在加州雷丁的一场集会上，特朗普指着观众席中的一位房地产经纪人格雷戈里·钱德尔说道：“看看我这边的非裔美国人，看看他。你是最棒的吗？”钱德尔后来在2019年宣布，他对特朗普的“白人优越感”以及“亲白人”共和党将黑人当作“政治棋子”的做法非常不满，因此决定退出共和党。钱德尔还表示：“我们还没有听到有人像本届政府那样公开辱骂我们。”

## 第一届总统任期

### 移民政策
2017年1月27日，特朗普通过一项名为《阻止外国恐怖分子进入美国的国家保护计划》的行政命令，下令无限期禁止逃离内战的叙利亚难民入境。他还突然暂停了来自其他六个穆斯林占多数国家的移民（为期90天）：伊拉克、伊朗、利比亚、索马里、苏丹和也门。人权活动人士将这些行动描述为政府批准的宗教迫害。该命令被联邦法院暂缓执行。特朗普随后于2017年3月和9月发布了该禁令的修订版本。美国最高法院最终于2018年6月维持第三版禁令，首席大法官罗伯茨代表多数派撰文指出：“该公告明确以合法目的为前提：阻止未经充分审查的国民入境，并促使其他国家改进其做法”。然而，持不同意见的大法官索尼娅·索托马约尔将该意见与1944年允许二战期间拘留日裔美国人的判决进行了比较。穆斯塔法·巴尤米批评法院维持行政命令，他评论说：“穆斯林禁令的裁决使特朗普的偏见合法化……而且，认为穆斯林是独特的国家安全威胁，因为他们是穆斯林的种族主义观点仍然存在。”

### 黑人核心小组
在2017年的一次新闻发布会上，艾普丽尔·瑞安询问特朗普，在制定影响市中心地区的行政命令时，是否会让国会黑人核心小组参与。特朗普回答说：“嗯，我会的。我告诉你，你想安排这次会面吗？”瑞安回答说她只是一名记者，特朗普追问道：“他们是你的朋友吗？”《纽约时报》写道，特朗普“显然没有意识到向一名黑人记者提出这样的问题可能带有种族主义色彩”。记者乔纳森·凯普哈特评论道：“他是不是以为所有黑人都互相认识，而她会跑去帮他安排会面？”
2017年3月，国会黑人核心小组的六名成员与特朗普会面，讨论该党团如何回应特朗普在竞选集会上向非裔美国人提出的“投票给他，你会失去什么？”的问题。这个问题是特朗普竞选言论的一部分，被视为将所有非裔美国人描绘成无助的贫困和内城暴力的化身。据两位出席会议的人士称，特朗普询问小组成员是否认识新内阁成员本·卡森，当发现没有人认识他时，特朗普显得很惊讶。此外，当一名小组成员告诉特朗普削减福利项目会损害她的选民时，“并非所有选民都是黑人”，总统回答说：“真的吗？那他们是什么？”尽管大多数福利领取者都是白人”。小组主席、众议员塞德里克·里士满后来表示，此次会议富有成效，党团和政府的目标大同小异：“在实现目标的过程中，你可能会看到差异。其中一部分只是教育和生活经历。”

### 对海地和尼日利亚的贬损言论
2017年6月，特朗普召集官员开会，抱怨自他就职以来入境的移民数量过多。《纽约时报》报道称，两名与会官员表示，当特朗普读到一份表格，上面写着有1.5万人从海地来访时，他评论道：“他们都得了艾滋病。”而当读到有4万人从尼日利亚来访时，他又说，尼日利亚人看过美国之后，就再也不会“回到他们的棚屋”了。两位听到特朗普言论的官员当时都将这些话转达给了其他工作人员，但白宫否认特朗普说过这些话，一些在场官员也声称不记得特朗普说过这些话。

### 飓风玛丽亚

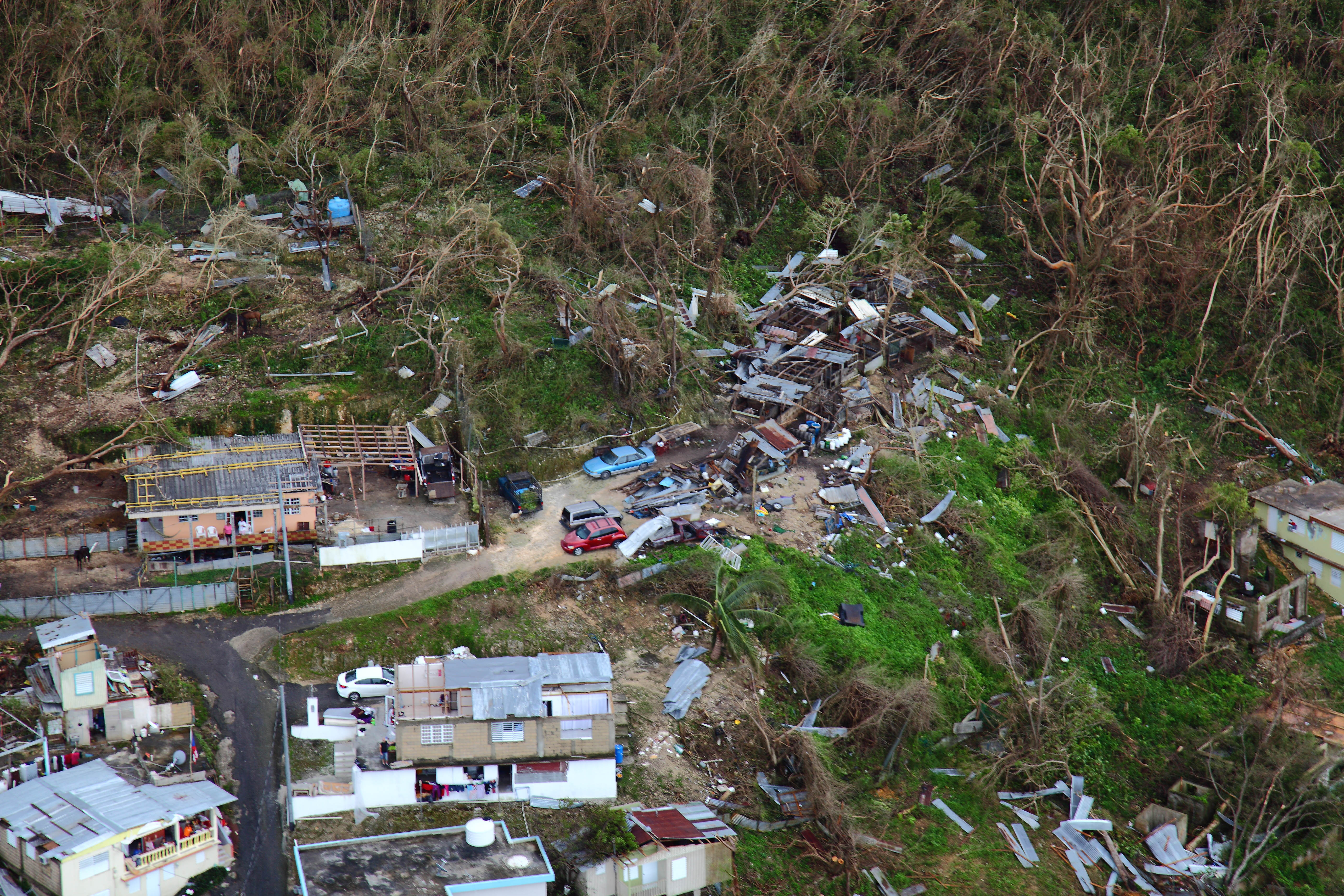
飓风玛丽亚袭击波多黎各后受损的房屋

2017年飓风玛丽亚袭击波多黎各后，圣胡安市长卡门·尤林·克鲁兹在电视上请求援助，并指责联邦政府的应对措施效率低下，导致致命后果。特朗普在Twitter上回应称，波多黎各领导层“无法派工作人员前来帮忙”，因为“他们希望一切都有人替他们做”，同时声称联邦工作人员做得“非常出色”。随着死亡人数达到数千人，纽约州州长安德鲁·科莫等人批评联邦政府，并暗示种族主义是应对不足的部分原因。

### 赦免乔·阿尔帕约
美国司法部认定，亚利桑那州警长乔·阿尔帕约监管着美国历史上最严重的种族定性模式。阿尔帕约使用的非法手段包括“极端的种族定性和虐待性惩罚，包括对拉丁裔囚犯进行酷刑、羞辱和贬低”。司法部以非法歧视性警察行为为由对他提起诉讼。阿尔帕约无视司法部的命令，并因继续对西班牙裔进行种族定性而被判藐视法庭罪。特朗普称他为“伟大的美国爱国者”，甚至在宣判前赦免他。众议院议长保罗·瑞安以及亚利桑那州联邦参议员约翰·麦凯恩和杰夫·弗莱克对特朗普的决定提出批评。宪法学者反对这项赦免，认为这是“对联邦司法系统、宪法和法治本身的攻击”。参与阿尔帕约被定罪案的美国公民自由联盟在Twiitter上写道：“唐纳德·特朗普赦免乔·阿尔帕约，向胆大妄为的白人民族主义运动发出了又一个令人不安的信号，即白宫支持种族主义和偏见。” 美国公民自由联盟副法律总监塞西莉亚·王表示，此次赦免是“总统对种族主义的认可”。

### NFL国歌抗议活动
2016年8月，美国国家橄榄球联盟四分卫科林·卡佩尼克在演奏美国国歌时开始静坐（后来改为跪下），以抗议美国黑人遭受的警察暴力和种族不平等。当时还是总统候选人的特朗普表示：“我个人认为这不是一件好事，我认为这是一件可怕的事情。而且，你知道，也许他应该找一个更适合他的国家。让他试试吧，不会成功的。”
特朗普在阿拉巴马州参议员候选人路德·斯特蘭奇的集会上对抗议活动发表广泛评论，他说：“难道你不想看到NFL的老板们，当有人不尊重我们的国旗时，会说，‘马上把那个混蛋赶出球场，出去，他被解雇了。他被解雇了。’你知道，有些老板会这么做。他会说，‘那个不尊重我们国旗的家伙，他被解雇了。’而那位老板不知道自己会成为这个国家最受欢迎的人。因为这完全是对我们传统的不尊重。”特朗普后来反驳球员们对种族不平等的担忧，他说：“下跪的问题与种族无关。这是对我们国家、国旗和国歌的尊重。NFL必须尊重这一点！”特朗普派副总统迈克·彭斯出席在印第安纳波利斯举行的一场NFL比赛，告诉他“如果有球员下跪，不尊重我们的国家，就离开体育场。”彭斯在国歌演奏后离开，这一举动被许多人视为一种宣传噱头。
2017年10月，达拉斯牛仔队老板杰里·琼斯宣布将让未能在奏国歌时起立的球员坐冷板凳，特朗普公开赞扬了琼斯。卡佩尼克向NFL提起串谋诉讼，指控NFL老板们在特朗普的影响下，合谋同意不聘用卡佩尼克作为惩罚。在一次球员-老板会议上，几位老板表示，由于惧怕特朗普，他们不愿继续允许球员抗议。新英格兰爱国者队老板罗伯特·肯尼斯·克拉夫特公开支持特朗普，他表示“我们的问题是，我们的总统会利用这一点来执行他的使命，而我认为这并不符合美国的最佳利益。这造成了分裂，非常可怕。”卡佩尼克的律师马克·杰拉戈斯表示“他们显然串通一气，因为他们受到了总统的恐吓。他们没有签下他的唯一原因——老板们会承认这一点——就是因为特朗普，而他们串通一气就是因为特朗普。”迈阿密海豚队老板斯蒂芬·迈克尔·罗斯承认，他最初支持球员的抗议，但由于特朗普而改变了立场，其他老板也作证称，特朗普曾就抗议活动与他们联系。特朗普赞扬了NFL老板们投票允许对抗议者的行为进行处罚或解雇，并借此暗示不愿在奏国歌时起立的球员不属于美国。一些评论员认为，NFL的这一举动是与特朗普站在一起、反对黑人抗议者的决定。
2018年6月，特朗普取消了超级碗冠军费城老鹰队的白宫之行邀请，原因是他们发现只有少数球员因不同意特朗普的政策而计划出席。特朗普声称，球员们不来的原因是他坚持在奏国歌时起立，但这一说法遭到几名老鹰队球员的驳斥，事实上该队球员在该赛季从未下跪过。评论人士指出，特朗普将问题转向国歌争议，是试图利用社会和种族问题来煽动他的支持者，并将此与他公开批评黑人NBA球员、加州大学洛杉矶分校黑人篮球运动员以及ESPN一名黑人主播联系起来。

### 夏洛茨维尔集会

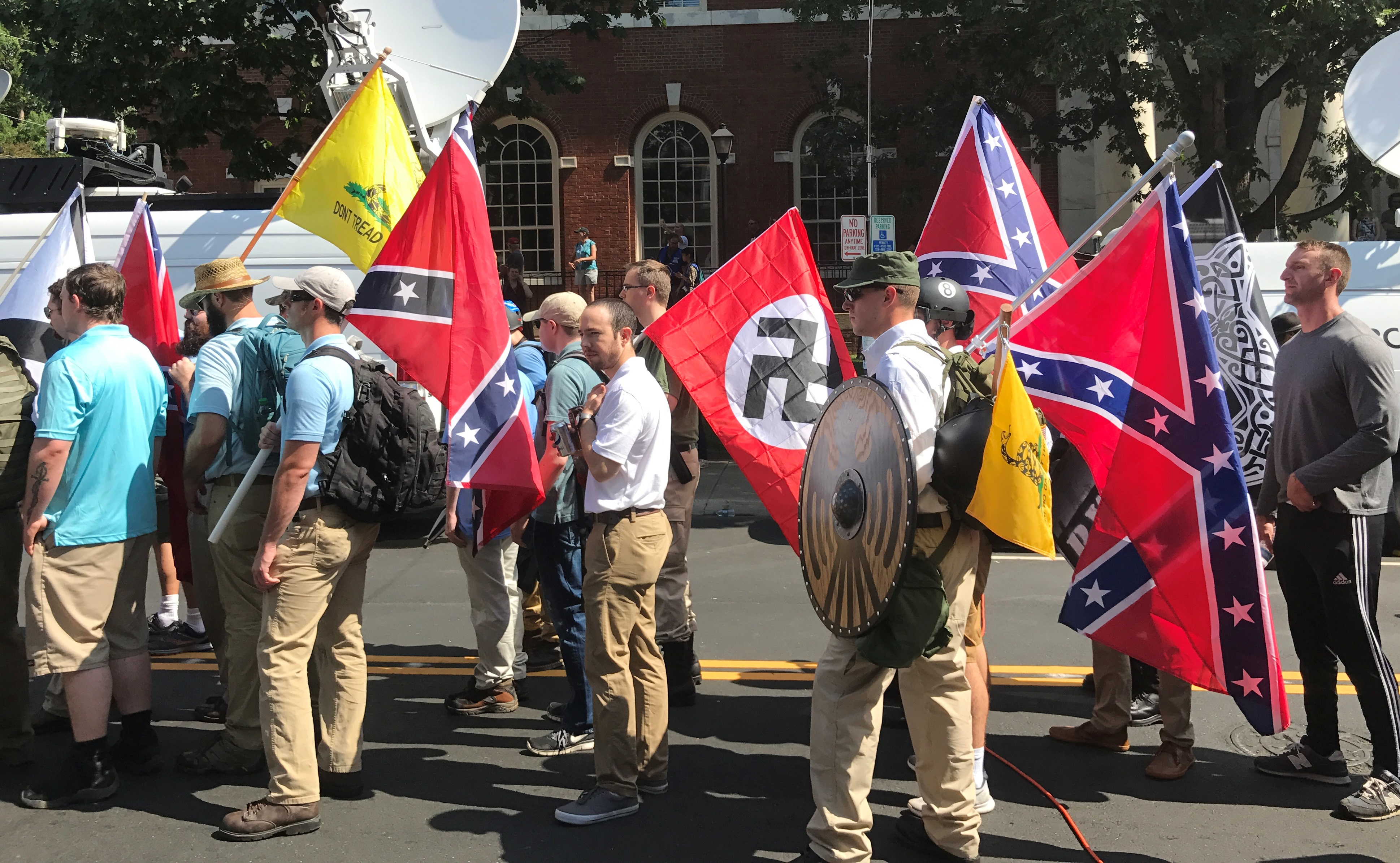
团结右翼集会上的抗议者。特朗普因称此次集会“双方都有非常优秀的人”而受到批评。

2017年8月11日至12日，弗吉尼亚州夏洛茨维尔举行了一场名为“团结右翼”的极右翼集会。其既定目标是反对拆除解放公园的罗伯特·E·李雕像。抗议者包括白人至上主义者、白人民族主义者、新联邦主义者、三K党成员、新纳粹分子和各种民兵组织。一些人高呼种族主义和反犹太主义口号，并携带纳粹旗帜、联盟战旗、反穆斯林和反犹太主义横幅以及半自动步枪。一些抗议者和反抗议者携带盾牌和棍棒，双方都“挥舞棍棒、拳打脚踢并喷洒化学药剂”，迫使警方宣布集会非法并驱散人群。驱散命令发布两小时后，一名自称新纳粹分子的男子驾车冲撞一群抗议集会的人群，导致附近一家购物中心的一名女子死亡，另有35人受伤。
特朗普在集会的最初声明中谴责了“多方的仇恨、偏执和暴力”，但并未直接谴责白人民族主义者。他的声明及其随后的辩护（其中他还提到“双方都有非常优秀的人”）表明，白人至上主义游行者与抗议他们的人在道德上是平等的，这导致一些观察人士认为他同情白人至上主义。特朗普在同一辩护中表示：“我不是在谈论新纳粹分子和白人民族主义者，因为他们应该受到彻底的谴责。”
两天后，特朗普的最初言论引发了强烈的反对，随后他发表了一份事先准备好的声明，称“种族主义是邪恶的，那些以种族主义的名义制造暴力的人是罪犯和暴徒。”然而，第二天他又为最初的集会辩护，称“你们那群人抗议拆除对他们来说非常非常重要的雕像……你们正在改变历史；你们正在改变文化”，并再次将责任归咎于反抗议者，并强调：“我认为双方都有责任。我对此毫不怀疑。一方是坏人，另一方也是非常暴力。没人愿意这么说，但我现在就说：另一方有一群人未经许可就冲进来，他们非常非常暴力。”前三K党大巫师大卫·杜克在推文中称赞了特朗普的言论：“感谢特朗普总统的诚实和勇气讲述夏洛茨维尔的真相并谴责BLM/安提法中的左翼恐怖分子。”
集会结束五天后，特朗普在Twitter上对最初的集会及其对邦联雕像的捍卫表示同情，他写道：“看到我们伟大国家的历史和文化因美丽的雕像和纪念碑被拆除而被撕裂，我感到很难过”，“我们城市、乡镇和公园中被夺走的美丽将被深深怀念，而且永远无法被取代！”
集会十天后，特朗普在美国退伍军人协会大会上发表事先准备好的讲话，呼吁全国团结起来。他说：“我们并非由肤色、工资或政党定义。相反，我们是由我们共同的人性、我们在这个伟大国家的公民身份以及我们心中的爱定义。”此前一天，他在亚利桑那州凤凰城的集会上发表更多的种族分裂言论。在谈到那些希望拆除邦联雕像的人时，他表示：“他们试图夺走我们的文化。他们试图夺走我们的历史。”
特朗普在纪念一周年的推文中表示：“一年前夏洛茨维尔的骚乱造成了毫无意义的死亡和分裂。作为一个国家，我们必须团结起来。我谴责一切形式的种族主义和暴力行为。祝所有美国人和平！”批评人士认为，“一切形式的种族主义”这一措辞可以被理解为对白人民族主义者的含蓄辩护，这与他在集会上发表的“双方”言论类似。

### 伊丽莎白·沃伦
在2012年竞选参议员时，伊丽莎白·沃伦的对手指控沃伦在专业名录的个人资料中列出了部分美洲原住民血统。沃伦否认她曾为了找工作而声称自己是少数族裔，而对她的工作经历和对她过去雇主的采访的审查都未能找到任何支持这一指控的证据。特朗普借此争议多次称她为“风中奇缘”，包括在白宫向二战期间在美国军队服役的美洲原住民老兵发表讲话时。沃伦回应道：“美国总统甚至不能在不发表种族歧视言论的情况下参加完一个向这些英雄致敬的仪式，这真是令人深感遗憾。”
殖民时代部落联盟秘书长约翰·诺伍德表示，特朗普给沃伦起的绰号“是对所有美洲印第安人的侮辱”，“带有种族主义色彩”，并补充说特朗普应该“停止用我们历史上的重要人物作为种族歧视的代名词来攻击他的对手”。美国印第安人全国代表大会主席表示：“我们很遗憾总统用波卡洪塔斯的名字来侮辱政治对手，这掩盖了今天白宫仪式的真正目的。”白宫新闻秘书萨拉·赫卡比·桑德斯表示，称绰号是种族歧视的抱怨“荒谬可笑”，“大多数人觉得冒犯的是沃伦参议员为了事业发展而谎报自己的血统”。

### “漂亮的韩国女士”
2018年1月，特朗普在听取了有关巴基斯坦恐怖组织人质的情报简报后，他便向一位亚裔情报分析员提问“你来自哪里”。在她告诉特朗普自己来自纽约后，特朗普再次提问，她澄清说自己来自曼哈顿。他继续追问，直到她最终告诉他，她的父母是韩国人。特朗普随后问他的一位顾问，为什么“这位漂亮的韩国女士”没有代表他与朝鲜谈判。NBC新闻将这段对话描述为特朗普“似乎在暗示她的种族应该决定她的职业道路”。Vox新闻社认为，特朗普拒绝接受“纽约”作为答案，实际上是在“表明亚裔移民的孩子永远不可能真正‘来自’美国。这不仅仅是简单的偏见，这感觉就像是对经典的美国‘大熔炉’理想的彻底拒绝。”

### “粪坑国家”
2018年1月11日，特朗普在椭圆形办公室参加移民改革会议时，评论来自萨尔瓦多、海地、洪都拉斯和非洲国家的移民数据时，据称表示：“那些混蛋给我们输送了他们不想要的人”，并建议美国应该增加来自“挪威等地”和亚洲国家的移民。这些言论遭到了国内外的广泛谴责；安德森·库珀和唐·莱蒙等新闻主播称特朗普为种族主义者。
白宫在同日发表的声明中并未否认总统的言论，但第二天特朗普在Twitter上部分否认，称他“从未说过任何贬损海地人的话”，并否认曾用“粪坑”来指代这些国家，但承认使用了“强硬的语言”。参议院少数党党鞭迪克·德宾是出席椭圆形办公室会议的唯一民主党人，他表示，特朗普确实使用了种族主义语言，并将非洲国家称为“粪坑”，并且“他说了这些充满仇恨的话，而且他反复说”。
马克·希尔兹在《PBS新闻一小时》节目中评论道：“唐纳德·特朗普用《风中奇缘》来攻击或嘲讽参议员伊丽莎白·沃伦，这还算可以理解。坦白说，这已经超出了那种程度。我的意思是，这是种族歧视。这是种族主义。确实如此。”
2019年3月，国土安全部部长基尔斯琴·尼尔森在众议院国土安全委员会就边境安全问题作证时，被问及此事。尼尔森表示，她“不记得具体非洲国家的具体分类”。当被问及总统的用词时，尼尔森说：“我不记得具体的用词”，但她记得“房间里几乎所有人都说了脏话”，但迪克·德宾除外。在之后的质询中，尼尔森说：“我记得一些议员说了一些脏话”，但没有详细说明说了什么或是谁说的。
同样出席会议的阿肯色州共和党参议员汤姆·科顿和佐治亚州共和党参议员庞德伟发表联合声明，称他们“不记得总统明确说过这些话”。后来，两位参议员都否认特朗普说过“粪坑”（shithole）。庞德伟表示，特朗普“没有用这个词……严重的失实陈述在于，文中使用了原本没有使用的词语”。科顿说：“我没有听到，我当时离唐纳德·特朗普的距离不比迪克·德宾远。”科顿解释说，他“没有听到针对个人或个人的贬损性评论”，并继续向采访者确认，“（归咎于特朗普的）情绪完全是假的”。与此同时，《华盛顿邮报》报道称，科顿和珀杜告诉白宫，他们听到的是“shithouse”，而不是“shithole”。
南卡罗来纳州共和党参议员蒂姆·斯科特表示，出席会议的南卡罗来纳州共和党参议员林赛·格雷厄姆已证实，特朗普确实将萨尔瓦多、海地和一些非洲国家称为“粪坑国家”。格雷厄姆拒绝证实或否认听到过特朗普的言论，而是发表声明称：“（我）直接对（特朗普）说了我的话。”格雷厄姆后来回应道：“我的记忆没有变化。我知道他们说了什么，我也知道我说了什么”，同时还坚称“重要的不是你来自哪里，而是你来到这里后愿意做什么”。亚利桑那州共和党参议员杰夫·弗莱克表示，参会者在账户公开之前就告诉过他有关特朗普所发表的言论。
保守派专栏作家埃里克·埃里克森表示，特朗普曾私下向朋友吹嘘自己发表过这些言论，认为“这会让基本盘民众感到高兴”。《华盛顿邮报》援引特朗普助手的话说，特朗普曾打电话给朋友，询问他的政治支持者对这一事件的报道作何反应，并表示他对报道的发表“并不特别生气”。

#### 共和党的反应
美国副总统迈克·彭斯表示，他“了解总统的心意”，特朗普的目标是改革移民制度，使其不分种族、信仰或原籍国，以择优录取为原则，鼓励那些希望“为不断增长的美国经济和繁荣的社区做出贡献”的人移民。一些共和党议员谴责特朗普的言论，称其“令人遗憾”且“站不住脚”，而另一些人则回避或未作回应。众议院议长保罗·瑞安表示：“所以，我首先想到的就是非常不幸，毫无帮助。”缅因州参议员苏珊·柯林斯曾表示不会投票给特朗普，并且一直对他持批评态度，她表示：“这些言论非常不恰当，越界了，可能会损害两党达成移民协议的努力。总统不应该贬低其他国家。”参议院中唯一的非裔共和党籍南卡罗来纳州参议员蒂姆·斯科特和俄克拉荷马州参议员詹姆斯·兰克福德称这些言论“令人失望”。
犹他州众议员、海地裔米娅·洛夫在推特上表示，这些言论“不友善、分裂、精英主义，公然违背我们国家的价值观”。她后来表示，这些言论“真的令人难以接受，尤其是因为我的（海地移民）父母是总统的坚定支持者……有些国家正在苦苦挣扎，但……他们的人民是好人，他们是我们的一部分。”亚利桑那州参议员杰夫·弗莱克写道：“据与会人员在会后直接向我反映，总统的言辞并非‘强硬’，而是令人憎恶和反感。”佛罗里达州众议员伊利安娜·罗斯-莱赫蒂宁和明尼苏达州众议员埃里克·保尔森也对这些言论表示谴责。

#### 民主党的反应
当被问及是否相信参议员德宾对该事件的报道时，参议院少数党领袖查克·舒默回答说：“我毫不怀疑。首先，唐纳德·特朗普撒谎太多次了，很难相信他在任何事情上说的话，更不用说这件事了。”马里兰州众议院少数党党鞭斯坦利·霍耶和佐治亚州民权领袖众议员约翰·刘易斯都表示，特朗普的言论证实了他的种族主义。马萨诸塞州众议员吉姆·麦戈文说：“美国总统是个种族主义者，这就是证据。他的仇恨言论在白宫没有立足之地。”明尼苏达州众议员蒂姆·沃尔兹说：“这就是种族主义，简单明了，我们需要这样称呼它。我的共和党同僚也应该这样称呼它。”康涅狄格州参议员理查德·布卢门撒尔表示，特朗普的言论“带有赤裸裸的种族主义意味——令人憎恶且阴险的种族主义，拙劣地伪装成移民政策”。加利福尼亚州众议员凱倫·巴斯说：“你永远不会把一个以白人为主的国家称为‘粪坑’，因为你无法将有色人种，无论是美国人还是其他人，视为平等的人。”新泽西州众议员比尔·帕斯克雷尔在Twiiter上表示，特朗普“表现出的偏执倾向会让阿奇·邦克脸红”，并称他是“国家的耻辱”。

#### 国际反应

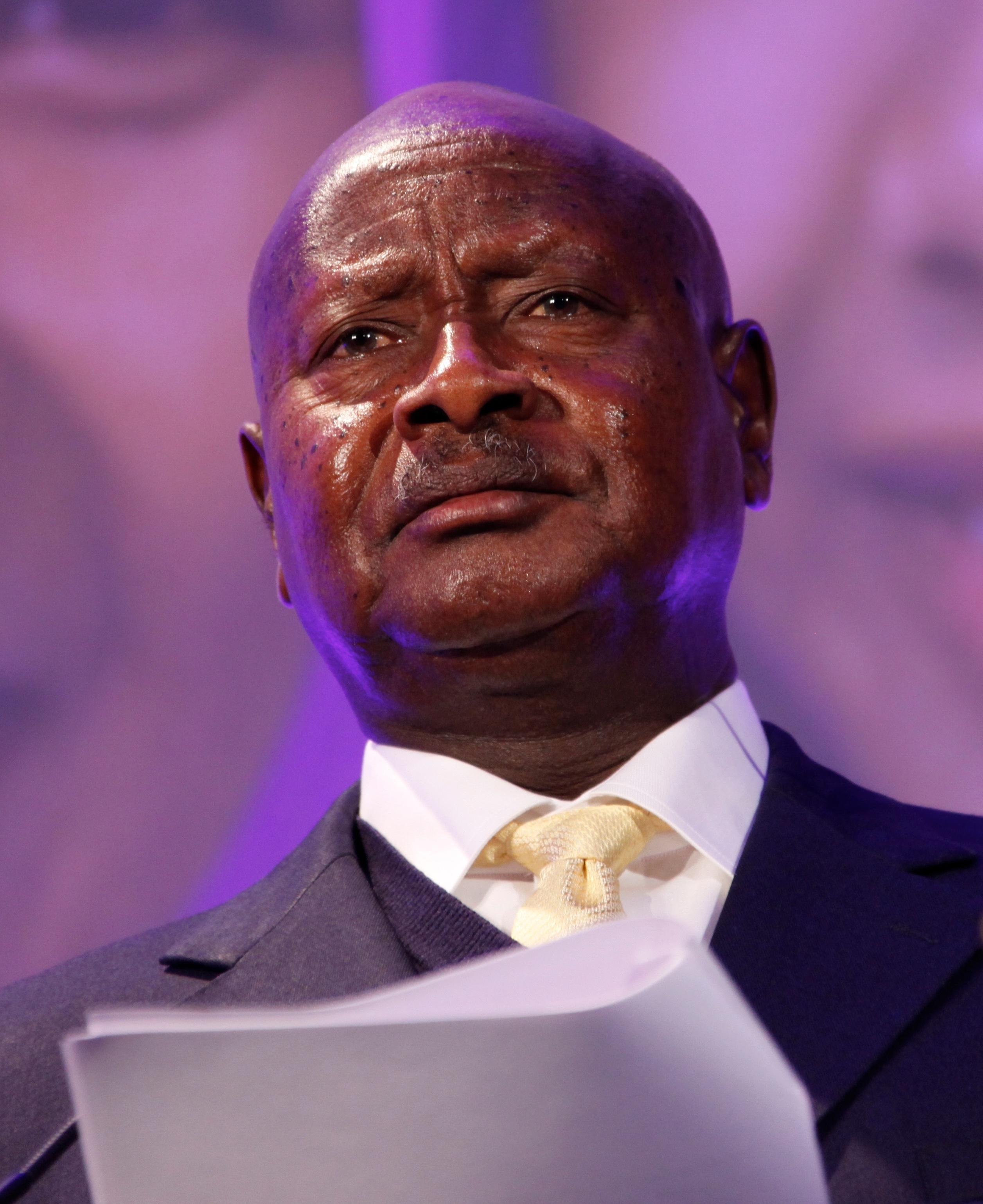
在特朗普发表所谓的“粪坑国家”言论后，乌干达总统约韦里·穆塞韦尼称赞特朗普说：“我喜欢特朗普，因为他坦诚地与非洲人交谈。”

联合国人权事务高级专员办事处发言人鲁珀特·科尔维尔在新闻发布会上表示：“除了种族主义，没有别的词可以用。你不能把整个国家和大陆都斥为‘粪坑’，因此，所有非白人居民都不受欢迎。”
非洲联盟发表声明，强烈谴责特朗普的言论，并要求其撤回并道歉。非盟发言人表示：“鉴于历史上有多少非洲人作为奴隶来到美国，（特朗普的言论）公然违背了所有公认的行为和做法。这尤其令人惊讶，因为美国仍然是全球移民如何催生出一个以多元化和机遇为核心的强大价值观的国家的典范。”
乌干达总统约韦里·穆塞韦尼称赞特朗普说：“我喜欢特朗普，因为他坦诚地与非洲人交谈。我不知道他的话是不是被误传了，但我喜欢他讲话，因为他说话很坦率。”
博茨瓦纳国际事务部召见美国大使，并在一份声明中表示“我们认为现任美国总统的言论极不负责任、应受谴责，而且带有种族主义色彩。”南非执政党非洲人国民大会在推特上表示“特朗普总统对那些与美国政策立场不一致的国家发表贬损言论，这是对特朗普总统的攻击。发展中国家正在经历困难。美国也面临困难。”南非反对党民主联盟领导人姆穆西·邁馬內表示“对奥巴马根源的仇恨现在已经延伸到整个非洲大陆。”

### 歌曲《蛇》与“蛇的故事”
自2016年总统竞选以来，特朗普经常讲述“蛇的故事”，其灵感来自奥斯卡·布朗创作的歌曲。在特朗普的复述中，这一故事变成了一个寓言，用来警告移民带来的危险。2018年2月，特朗普在保守党政治行动会议上发表演讲时提及这一故事，引发批评。奥斯卡·布朗的女儿玛吉·布朗表示，特朗普的移民议程“涉及分裂主义、种族主义、性别歧视，这与奥斯卡·布朗的主张截然相反”。林肯计划联合创始人史蒂夫·施密特表示“特朗普的‘蛇的故事’恶毒、可耻、彻头彻尾的种族主义，而且极其不符合美国精神。”奥地利语言研究员卡捷琳娜·皮利亚丘克声称：“特朗普利用‘蛇的故事’在喧闹的集会上煽动种族主义狂热。”

### 爱丽丝·玛丽·约翰逊
爱丽丝·玛丽·约翰逊是一名非裔美国女性，1996年，她因串谋持有可卡因和企图持有可卡因被判处终身监禁。2018年6月，特朗普在与正在游说释放约翰逊的金·卡戴珊会面一周后赦免了她。2020年8月，约翰逊出现在共和党全国代表大会的一段视频中，讲述了她获释的消息，并赞扬了特朗普签署刑事司法改革法案《第一步法案》的决定。第二天，特朗普总统对她进行了完全赦免。评论人士指出，特朗普赦免的大多数人“看起来不像约翰逊”，他主要将赦免权用于政治目的。

### 学校的平权行动
2018年7月，特朗普政府废除了奥巴马时代的指导方针，该指导方针建议大学在录取学生时考虑种族因素。奥巴马政府原本希望在大学校园中培养更加多元化的学生群体，但特朗普政府认为该指导方针违宪。

### 欧洲移民
2018年7月，特朗普在欧洲访问期间接受《太阳报》采访时表示：“我认为允许数百万人进入欧洲非常非常可悲，欧洲所发生的事情令人遗憾。我认为这改变了欧洲的结构，除非你迅速采取行动，否则它永远不会恢复到以前的样子。我的意思不是积极的，而是你正在失去你的文化。看看周围，你会看到一些10年或15年前还不存在的地区。”在同一次访问中，特朗普在与英国首相特蕾莎·梅举行的联合新闻发布会上再次评论了欧洲的移民问题：“我认为这对欧洲来说非常糟糕。我认为欧洲是我非常了解的地方，我认为发生的事情非常艰难。这是一个非常艰难的局面，我认为这正在改变文化。这对欧洲来说是一件非常负面的事情。”梅回应说：“多年来，移民总体上对英国有利。它为英国带来了具有不同背景和观点的人们，我们看到他们为我们的社会和经济做出了贡献。”

### 南非白人农民
2018年8月，特朗普发推文称，他已命令国务卿迈克·蓬佩奥调查南非的土地征用和白人农民大屠杀事件，此举是基于种族主义阴谋论。事实上，农业组织AgriSA最近报告称，农场谋杀率已降至20年来的最低水平，仅为1998年记录水平的三分之一。对此，反诽谤联盟发表声明：
美国总统竟然附和白人至上主义者长期以来的虚假论调，声称南非白人农民是南非黑人多数群体大规模种族主义屠杀的目标，这令人极为不安。我们希望总统能够努力了解南非局势的真相和现实，而不是重复白人至上主义者最常用的令人不安、种族分裂的论调。

### “我是一名民族主义者”
2018年10月，特朗普在休斯顿的一次集会上表示：“你知道，他们有一个词——它有点过时了——叫做民族主义者。我说，真的，我们不应该用这个词。你知道我是什么吗？我是个民族主义者，好吗？我是个民族主义者。民族主义者。没问题。用这个词。用这个词。”特朗普后来否认他使用这个词有任何种族含义。然而，许多人认为，他使用的“民族主义者”一词与“白人民族主义者”一词危险地接近。例如，改过自新的新纳粹分子克里斯蒂安·皮乔里尼在推特上写道：“特朗普‘我是民族主义者’的言论很可能成为自1915年电影《一个国家的诞生》美化三K党，并在1925年为三K党赢得400万成员以来，白人至上主义者招募的最大福音。”

### 特朗普支持的广告被撤回
2018年11月，Facebook、NBC和福克斯新闻撤回了一则备受争议的政治竞选广告，该广告曾得到特朗普的支持，但批评人士称其带有种族主义色彩。该广告在中期选举前播出，聚焦于当时正穿越墨西哥、希望移民美国的移民大篷车，以及因2014年在加州杀害两名警长而被定罪的无证移民路易斯·布拉卡蒙特斯。

### “只有在狭长地带”
2019年5月，在特朗普的一次竞选集会上，一名观众建议射杀越境的非法移民，特朗普对此开玩笑地回应道：“只有在狭长地带，你才能逃脱惩罚。”

### 二十美元钞票上的哈莉特·塔布曼
2019年5月，特朗普政府宣布，奥巴马政府原计划在2020年之前将20美元纸币上的安德鲁·杰克逊肖像替换为哈莉特·塔布曼肖像，但该计划将推迟至2026年。一些批评人士认为，这一决定反映了特朗普的种族主义，其中包括众议员艾安娜·普雷斯利，她表示：“姆努钦部长任由特朗普的种族主义和厌女症蔓延，阻碍他实现人民的意愿。”特朗普非常崇拜安德鲁·杰克逊，入主白宫后立即将他的肖像安放在椭圆形办公室。批评人士认为，特朗普对杰克逊的支持是“赤裸裸的种族主义”，旨在吸引其主要由白人组成的政治基础，并指出杰克逊拥有奴隶制以及针对美洲原住民的政策。

### 民主党女议员应该“滚回”自己的国家
2019年7月14日，特朗普在Twitter上提到了四名民主党女议员，虽然他没有点名提到任何一位国会议员，但外界普遍推测他指的是亚历山德里娅·奥卡西奥-科尔特斯、艾安娜·普雷斯利、伊尔汗·奥马尔和拉希达·特莱布。这群被统称为“小队”的女议员在一周前曾与众议院议长南希·佩洛西发生过口角：
真有意思，看到这些“进步”的民主党女议员，她们原本来自的政府简直是一场彻头彻尾的灾难，是世界上最糟糕、最腐败、最无能的国家（如果她们真的有一个正常运转的政府的话），现在却大声恶毒地对美国人民——地球上最伟大、最强大的国家——我们的政府该如何运作。她们为什么不回去，帮助修复她们来自的那些支离破碎、犯罪猖獗的地方呢？然后再回来告诉我们该怎么做。这些地方急需你们的帮助，你们离开得还不够快。我相信南希·佩洛西一定会非常乐意迅速制定出免费的旅行安排！——唐纳德·特朗普（@realDonaldTrump on Twitter，2019年7月14日）
美国公平就业机会委员会明确指出，“滚回你来的地方去”这类语言可能违反反歧视就业法。“基于国籍的种族歧视性言语或肢体行为，如果严重或普遍存在，并造成恐吓性、敌意或冒犯性的工作环境，影响工作表现，或对就业机会造成负面影响，则属于违法行为。”该委员会网站指出：“潜在违法行为的例子包括侮辱、嘲讽或种族歧视性绰号，例如取笑某人的外国口音，或诸如‘滚回你来的地方去’之类的言论，无论其出自上司还是同事。”
四位女议员中仅有一人是移民，其他三人均出生在美国，这使得特朗普的言论成为将少数族裔成员错误地归咎于外国的典型例子。佩洛西将特朗普的言论称为“仇外言论”，并评论道：“当特朗普告诉四名美国女议员回自己的国家时，他重申了他的‘让美国再次伟大’计划一直是让美国再次变白。”在2020年总统选举民主黨候选人中，伯尼·桑德斯称特朗普是种族主义者，而伊丽莎白·沃伦、卡玛拉·哈里斯和贝托·奥罗克则称他的言论是种族主义。近期离开共和党的美国众议员贾斯汀·阿马什称这些言论“种族主义且令人作呕”。共和党议员最初大多对特朗普的言论保持沉默，身居领导地位的议员起初拒绝置评。截至7月20日，约有20名共和党议员对特朗普的言论予以批评，约有60名共和党议员支持特朗普或批评民主党议员，约有60名共和党议员同时批评特朗普和民主党议员，约有110人保持沉默或给出模糊的答案。白人民族主义出版物和社交媒体网站对特朗普的言论大加赞赏；“这就是我们选举他来代表的白人民族主义”，安德鲁·安格林在其新纳粹网站Daily Stormer上写道。
《纽约时报》新闻分析师彼得·贝克因撰写有关这些推文的文章，但避免直接称其为“种族主义者”而引发争议。直接使用“种族主义者”一词通常会引起争议，新闻报道中通常会避免使用，通常会使用“充满种族歧视”或“种族歧视”等委婉说法。然而，许多出版物直接将特朗普的推文和语言称为种族主义，包括《华盛顿邮报》、Vox、CNN以及美联社。全国公共广播电台自2018年1月起实施一项政策，在描述特朗普政府时通常避免使用“种族主义者”一词，但新闻编辑室同意编辑部的决定，将特朗普的推文描述为种族主义者。
《华盛顿邮报》采访了26位相关消息人士后报道称，在遭到强烈反对后，特朗普向其顾问们为自己的言论进行了辩护。特朗普表示，他一直在关注《福克斯与朋友们》节目，他的言论旨在引起人们对这四位女议员的更多关注，因为他认为她们是“很好的陪衬”。
7月14日晚些时候，特朗普在Twitter上写道：“看到民主党人竟然为那些辱骂我们国家、并对以色列怀有真挚而无节制仇恨的人辩护，真是令人难过。每当他们被质问时，他们就称包括南希·佩洛西在内的对手为‘种族主义者’。”翌日，特朗普要求“激进左翼女议员”就“她们所说的可怕言论”向他以及美国和以色列人民道歉，还指责她们散布“种族主义仇恨”。在回应一名记者的提问时，特朗普表示，他并不担心白人民族主义者是否同意他的观点，“因为很多人都同意我的观点。”
7月16日，美国众议院通过第489号决议，谴责特朗普的言论，称众议院“强烈谴责唐纳德·特朗普总统的种族主义言论，这些言论使对新美国人和有色人种的恐惧和仇恨合法化，并加剧了这种恐惧和仇恨”。四名共和党众议员（布莱恩·菲茨帕特里克、弗雷德·阿普顿、威尔·赫德和苏珊·布鲁克斯）以240票赞成、187票反对的结果，与民主党多数派、独立人士贾斯汀·阿马什联手。投票前，特朗普继续对四名女议员进行辱骂，共和党高层指责四名女议员是社会主义者。投票后，特朗普赞扬共和党团结一致否决众议院的决议，同时承认该决议是针对他对“四名民主党女议员”的言论。
同样在7月16日，共和党参议院多数党领袖米奇·麦康奈尔和共和党众议院少数党领袖凯文·麦卡锡对特朗普的言论发表评论。麦康奈尔被问及特朗普最初的言论是否带有种族主义色彩。麦康奈尔回答说：“总统不是种族主义者。”麦康奈尔还表示，单挑美国政坛中广泛存在的“煽动性言论”中的任何片段都是“错误的”。麦卡锡也被问及特朗普最初的言论是否带有种族主义色彩；麦卡锡回答说：“不。”参议院司法委员会主席、共和党人林赛·格雷厄姆在Twitter上写道：“我们都知道，AOC和这群人都是共产主义者。他们憎恨以色列。他们憎恨我们自己的国家。他们把我们边境的警卫——边境巡逻人员——称为集中营警卫。他们指责支持以色列的人是为了本杰明而做。他们是反犹太主义者。他们是反美主义者。”7月18日，格雷厄姆表示他不认为特朗普最初的言论带有种族主义色彩，因为“我不认为一个拥抱特朗普的索马里难民会被要求回去。如果你是种族主义者，你会希望所有人都回去，因为他们是黑人或穆斯林。”此前在2015年，格雷厄姆曾称特朗普为“种族歧视、仇外的宗教偏执者”。

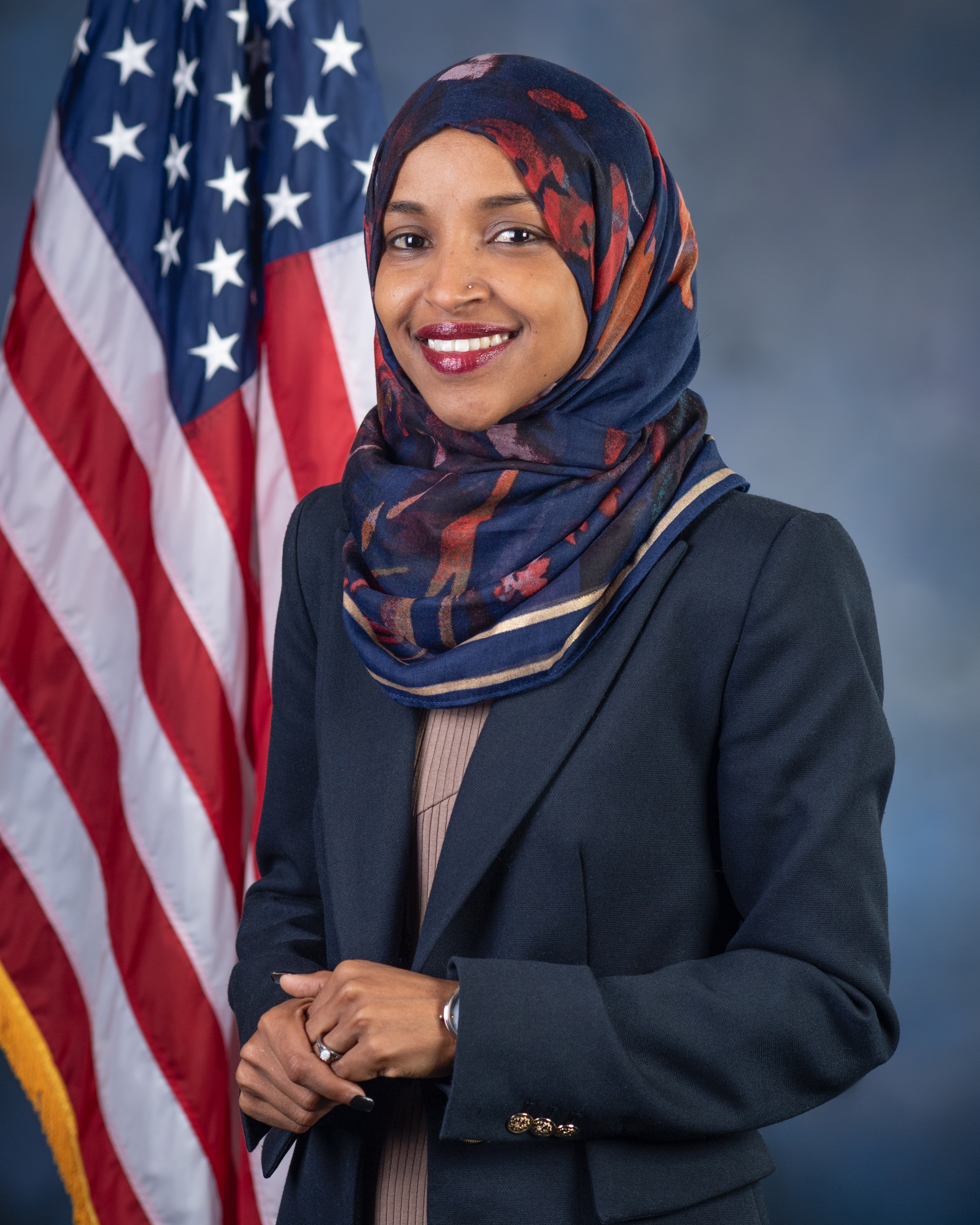
特朗普在推文发布后举行集会，诬告众议员伊尔汗·奥马尔支持基地组织。集会现场人群随后开始高呼“把她送回去，把她送回去”。

7月17日，在北卡罗来纳州的总统竞选集会上，特朗普继续攻击这四名女议员：“她们从来不说好话。所以我才说，‘嘿，如果你不喜欢，就让她们走人’……如果她们不喜欢，就告诉她们走人。”“要么爱，要么走”是一句口号，经常用来形容政府的批评者或任何被认为不够爱国的人，尤其是非白人；这句口号在1960年代常被用来对付越南战争抗议者。特朗普在演讲中提到拉希达·特莱布称他为“混蛋”，并表示：“那不是热爱我们国家的人”。特朗普还点名伊尔汗·奥马尔，并歪曲了奥马尔于2013年的言论，谎称奥马尔曾赞扬基地组织。当特朗普继续指责奥马尔“轻蔑地瞧不起”美国人时，特朗普的支持者们高呼“把她送回去，把她送回去。”集会结束后，特朗普在Twitter上写道：“多么棒的人群，多么伟大的人民。”当被问及7月18日的口号时，特朗普表示他不同意人群的口号。他谎称自己试图通过“快速讲话”来阻止口号。实际上，特朗普在口号响起时停顿了13秒，并没有阻止人群。他继续讲话后，继续批评奥马尔。7月19日，特朗普称赞北卡罗来纳州的民众是“不可思议的人”和“不可思议的爱国者”。
美国以外媒体广泛报道此事。社交媒体标签“#IStandWithIlhanOmar”迅速在美国和其他国家流行。许多外国政界人士纷纷发表评论，谴责特朗普。7月19日，德国总理安格拉·默克尔评论道：“我反对（特朗普的言论），并与他所针对的女议员站在一起。”加拿大总理贾斯汀·特鲁多表示：“这些言论令人伤人、错误且完全不可接受。我希望加拿大的每个人都知道，这些言论完全不可接受，在加拿大不应该被允许或鼓励。”英国首相特蕾莎·梅也谴责特朗普的言论，称其“完全不可接受”。欧洲理事会主席唐纳德·图斯克评论道：“多年来，我一直是欧洲最亲美的政治家之一……（但）有时，如果你觉得某事完全不可接受，你就必须做出反应，无论出于商业考虑，无论利益如何。”
CBS新闻和YouGov于7月17日至19日对近2100名美国成年人进行的民意调查显示，34%的人认为特朗普最初的推文不带有种族主义色彩，48%的人认为这些推文带有种族主义色彩。70%的共和党受访者认为这些推文不带有种族主义色彩，84%的民主党受访者认为这些推文带有种族主义色彩。59%的受访者不同意特朗普最初的推文，40%的人表示同意。

### “老鼠成灾”
2019年7月27日，特朗普在Twitter上批评众议员伊莱贾·卡明斯、他所代表的马里兰州选区以及巴尔的摩市。已故的卡明斯曾担任众议院监督委员会主席，负责对特朗普政府的调查，包括其移民拘留问题。根据美国人口普查数据，卡明斯所代表的选区黑人人口超过50%，涵盖巴尔的摩部分地区以及郊区。特朗普的推文发布前不到一小时，金伯利·克拉西克在《福克斯与朋友》节目中批评了卡明斯及其选区。克拉西克也是黑人，她对此反应积极，认为特朗普观看了她的片段。
众议员伊莱贾·卡明斯是个残暴的恶霸，他对边境巡逻队的优秀男男女女大声咆哮，抱怨南部边境的状况，但实际上，他的巴尔的摩选区情况更糟、更危险。他的选区被认为是美国最糟糕的选区……正如上周国会之旅所证明的那样，边境干净、高效、管理良好，只是非常拥挤。卡明区一片狼藉，老鼠成灾。如果他在巴尔的摩多待一段时间，也许他可以帮助清理这个非常危险和肮脏的地方……为什么会有这么多钱流向伊莱贾·卡明斯选区，而这里被认为是美国管理最糟糕、最危险的选区。没有人愿意住在那里。这些钱都去哪儿了？多少钱被偷了？立即调查这起腐败事件！——唐纳德·特朗普（@realDonaldTrump，2019年7月27日）
据《卫报》专栏作家阿富阿·希尔希称，特朗普曾多次将黑人聚居区描述为“犯罪团伙”，包括2014年的非洲国家、2017年的亚特兰大、2018年的庇护城市，以及他认为“小队”应该在2019年“重返”的地方。当众议员约翰·刘易斯拒绝参加特朗普2017年的就职典礼时，特朗普表示刘易斯“应该花更多时间修复和帮助他的选区，该选区状况糟糕，正在分崩离析（更不用说犯罪猖獗）”。
卡明斯回应称，他“有道义上的责任为选民争取利益”，并指出，为了实现这一目标，他此前曾请求特朗普支持通过降低处方药价格的法律，同时还引用了民主党众议员2017年的一篇文章，该文章哀叹特朗普在这些问题上没有提供支持。出生于巴尔的摩的众议院议长南希·佩洛西和参议员伊丽莎白·沃伦谴责他的言论带有种族主义色彩。
几个小时后，特朗普继续攻击：“伊莱贾·卡明斯把所有时间都花在试图通过‘监督’来伤害无辜的人。他没有为他这个非常贫穷、非常危险、管理非常糟糕的选区做任何事！”卡明斯所在的马里兰州选区的中位数收入高于美国选区的平均收入。
7月27日，《巴尔的摩太阳报》编辑部对特朗普的言论作出回应。他们认为，特朗普也有责任解决巴尔的摩的问题，因为白宫的权力比任何一位国会议员都大。他们总结道：“宁可身边有害虫，也不要自己成为害虫。”
7月28日，特朗普写道：“伊莱贾·卡明斯为他所在选区以及巴尔的摩市的人民做了糟糕的工作，这明说出来根本不算种族主义。民主党人总是在无法用事实取胜时打种族牌。真可耻！”特朗普的代理幕僚长米克·马尔瓦尼在电视采访中为这些言论辩护，称他理解为什么有些人认为特朗普的言论带有种族主义色彩，“但这并不意味着它就是种族主义。” 特朗普还称卡明斯为“种族主义者”，但未作任何解释，并转发了右翼评论员凯蒂·霍普金斯的推文，称巴尔的摩是“彻头彻尾的粪坑”。
7月29日，黑人民权活动家阿尔·夏普顿在Twitter上写道：“从亚特兰大抵达华盛顿，前往巴尔的摩。漫长的一天，但停不下来。”特朗普引用并回复了夏普顿的推文，称：“我认识阿尔25年了。和他还有唐·金一起打架，一直相处得很好。他‘喜欢特朗普！’他经常找我帮忙。阿尔是个骗子，惹是生非，总是想占便宜。他只是在做他该做的事。肯定吓坏了康卡斯特/NBC。他讨厌白人和警察！”夏普顿对此回应道：“我确实会给偏执者制造麻烦。如果他真的认为我是个骗子，他会让我加入他的内阁。”
7月30日，特朗普表示，“数千人”向特朗普政府“感谢”特朗普对巴尔的摩的评论，尤其是巴尔的摩居民中的黑人大多数，他说他们“生活在地狱里”。
针对特朗普的言论，华盛顿国家大教堂发表其负责人玛丽安·巴德、伦道夫·霍勒里斯和凯利·道格拉斯的声明。他们谴责特朗普的言论“危险”，因为“暴力言论会导致暴力行动”。他们质问，美国人何时才能宣布他们“受够了”特朗普的言行，这些言行既吸引又庇护着“那些认为有色人种是美国低等‘害虫’的白人至上主义者”……问题不在于总统的正直感，而在于“美国人的正直感”。

### 德克萨斯州枪击案
2019年8月第一周，德克萨斯州埃尔帕索发生大规模枪击事件后，特朗普的反移民言论广受批评，尤其是他关于拉美裔的言论以及他反复警告移民“入侵”的言论。埃尔帕索枪手在其反移民宣言中也使用了同样的措辞，他写道：“这次袭击是对拉美裔入侵德克萨斯州的回应。”众议院议员维罗妮卡·埃斯科瓦尔（其选区涵盖该市的大部分地区）表示：“言辞会产生后果。总统把我的社区和我的人民变成了敌人。他告诉全国人民，我们是应该被恐惧、应该被憎恨的人。”来自埃尔帕索的总统候选人贝托·奥罗克表示：“任何感到惊讶的人都是当前问题的一部分——包括那些问‘嘿，贝托，你认为总统是种族主义者吗？’的媒体人士。好吧，耶稣基督，他当然是种族主义者。他从第一天起就是种族主义者”。
特朗普8月5日在评论枪击事件的演讲中谴责种族主义和白人至上主义，称“这些险恶的意识形态必须被打败。仇恨在美国没有立足之地。”

### 支持民主党的犹太选民“不忠诚”
2019年8月20日，当记者问到“美国对以色列的援助是否应该改变？”时，唐纳德·特朗普回答道：“我认为任何投票给民主党人的犹太人，要么完全缺乏知识，要么非常不忠诚。”此话引起美国犹太领袖和公民的愤怒、震惊和蔑视。他们声称总统正在延续反犹太主义的刻板印象。民主党总统候选人伯尼·桑德斯在爱荷华市的竞选集会上回应道：“我是一个自豪的犹太人，我毫不犹豫地投票给民主党。事实上，我打算投票给一位犹太人来担任下一任美国总统。”

### 斯蒂芬·米勒的支持
特朗普政府中有多位与白人民族主义相关的官员。2019年11月，白宫高级顾问斯蒂芬·米勒发送的宣扬白人至上主义观点的电子邮件被公开。尽管外界普遍呼吁米勒辞职（其中包括超过100名国会议员的呼吁），但特朗普仍然继续支持米勒，并没有谴责他对白人至上主义的倡导。

### 拉什·林博的支持
2020年2月，特朗普授予拉什·林博总统自由勋章。林博在其电台主持人生涯中曾发表过许多被广泛认为是种族主义的言论。

### “中国病毒”、“功夫流感”
在因使用“中国病毒”一词而受到广泛批评后，特朗普为使用“中国病毒”来指代嚴重急性呼吸綜合症冠狀病毒2型进行了辩护。特朗普表示：“它来自中国……这根本不是种族主义”。一些个人和组织对此表示异议，其中包括亚裔美国人法律辩护和教育基金会，该基金会于2020年3月在Twitter上写道：“他当然称之为‘中国病毒’，是因为他不在乎亚洲人和亚裔美国人因为这种对冠状病毒的种族主义描述而遭受仇恨暴力。”世界卫生组织表示，“呼吁科学家、国家当局和媒体在命名新型人类传染病时遵循最佳实践，以尽量减少对国家、经济和人民不必要的负面影响”。
2020年6月20日，特朗普在俄克拉荷马州塔尔萨的一次演讲中使用了被广泛认为是种族主义的语言，将COVID-19称为“功夫流感”。时任总统顾问凯莉安·康威此前曾称此说法“错误”、“极具冒犯性”和“非常伤人”。2020年6月22日，白宫发言人为特朗普使用该词进行辩护，称：“这不是关于亚裔美国人的讨论，总统重视并珍视亚裔美国人作为这个伟大国家的公民。这是对中国让这种病毒传入美国的控诉”。

### “当抢劫开始时，枪击就开始了”
2020年5月，特朗普因在Twitter上写道“当抢劫开始时，枪击就开始了”并表示“这些暴徒正在玷污对乔治·弗洛伊德的记忆”而被指控种族主义，以回应明尼阿波利斯第三分局警察局在第三晚因警察杀害手无寸铁的黑人而遭到纵火和骚乱的事件。在此期间，明尼阿波利斯第三分局警察局被纵火。1967年，迈阿密警察局长沃尔特·海德利曾使用过这句话，遭到民权组织的广泛谴责，并在1968年种族隔离主义者乔治·华莱士的总统竞选期间再次使用。
华盛顿特区市长穆丽尔·鲍泽批评特朗普声称翻越白宫围栏的抗议者将遭遇“最凶猛的狗和最凶恶的武器”，称这“毫不含蓄地提醒非裔美国人，种族隔离主义者曾放狗袭击南方的妇女、儿童和无辜人民”。

### 塔尔萨集会日期变更
特朗普原计划于2020年6月19日在俄克拉荷马州塔尔萨举行自3月以来的首次集会，但由于与纪念奴隶制结束的六月节重叠，此举引发强烈抗议。集会地点也因与美国历史上最严重的种族暴力事件塔尔萨大屠杀有关而引发争议。特朗普最初为该计划辩护，称他的集会将是一场庆祝活动，但随后宣布“出于尊重”，集会将改至6月20日举行。

### 林肯的最终结果“值得怀疑”
2020年6月12日，特朗普在接受福克斯新闻主持人、黑人女性哈里斯·福克纳的采访时，声称自己为黑人所做的贡献比亚伯拉罕·林肯还要多。特朗普暗示，尽管林肯“做得很好”，但其结果“始终值得怀疑”，但在被追问时，他承认“所以我会放弃亚伯。”

### 黑人袭击白人的视频
2020年6月，特朗普在Twitter上发布了黑人男子袭击白人的视频，并配文质疑为何无人抗议暴力，写道“太可怕了！”。批评人士指责特朗普将黑人男子的个人犯罪等同于警察对有色人种的系统性暴力，并在总统大选临近之际煽动种族分裂。观察人士指出，白人至上主义网站经常宣扬黑人针对白人犯罪普遍存在的错误观念。

### “坏人”和强奸犯
特朗普曾多次称墨西哥男子为“坏人”和“强奸犯”。2015年竞选期间，他多次诬告墨西哥政府将最不受欢迎的人送往美国：“墨西哥派人来美国……他们带来毒品。他们带来犯罪。他们是强奸犯。但我认为，其中有些人是好人。”2017年，美联社报道称，特朗普在与墨西哥总统恩里克·培尼亚·涅托的通话中警告墨西哥总统，称墨西哥军队没有采取足够措施阻止“一群坏人”，并威胁要派遣美军进入墨西哥“解决此事”。2020年乔治·弗洛伊德之死发生后，一些抗议者打出了“停止资助警察”的口号，支持从警察部门撤出部分资金，并将其重新分配给非警务形式的公共安全和社区支持。特朗普在2020年6月下旬的一次竞选集会上谈到此问题，他说：“现在是凌晨1点，一个非常强硬的——你知道我偶尔会用‘家伙’这个词——一个非常强硬的‘家伙’正在砸碎一位年轻女子的窗户，她的丈夫在外地做旅行推销员或别的什么工作。你拨打911，他们却说，‘对不起，此号码已经无法使用。’”特朗普在自己的Twitch频道发布了一段包含“坏家伙”评论的视频后，该直播平台以“仇恨行为”为由暂停了他的账号。

### “白人至上”转发
2020年6月28日，特朗普转发了一段特朗普支持者和反特朗普抗议者互相争吵的视频，视频中一名支持者高喊“白人至上”等口号。他在转发的视频中赞扬了支持者，并在另一账号上传的视频标题中称他们是“伟大的人”。特朗普写道：“感谢‘村子’的伟大人民。激进左翼无所作为的民主党将在秋季倒台。腐败的乔被枪杀了。再见！！！”。该推文嵌入了一段视频，显示佛罗里达州几位支持特朗普的老年人与反特朗普抗议者、“黑人的命也是命”运动的支持者以及民主党总统候选人乔·拜登进行交流。视频中，一名总统的支持者反复向示威者高喊“白人至上”。特朗普因该条推文受到强烈谴责。参议院唯一的黑人共和党人蒂姆·斯科特表示，特朗普应该“撤下这条推文”。特朗普发布推文三小时后删除，未作进一步评论，但白宫副新闻秘书贾德·迪尔和白宫新闻秘书凯莉·麦克纳尼声称特朗普没有听到推文中关于“白人至上”的言论。在两天后举行的新闻发布会上，麦肯尼未回应记者关于特朗普总统是否谴责使用“白人至上”口号的提问。麦肯尼后来回应了关于推文的问题，称“总统删除了那段视频，删除视频的举动强烈表明……总统一再谴责仇恨行为。”后来有报道称，争议开始时特朗普总统的助手曾试图联系他。但由于他当时正在特朗普国家高尔夫俱乐部打高尔夫球，手机已关机，因此几个小时都无法联系上。

### 对“积极推进公平住房”计划的批评
2020年7月，特朗普宣布他正在考虑取消旨在解决郊区种族隔离问题的“积极促进公平住房”计划。负责制定该政策的前住房和城市发展部部长肖恩·多诺万表示“特朗普的推文带有种族主义色彩，是错误的……”。一些人认为，特朗普的言论是为了巩固郊区白人选民的支持，并指出在特朗普发布这条推文的前一天，他发布了一段视频，视频中一对白人夫妇在自家门前愤怒地用枪指着抗议者。

### 2020年独立日演讲
2020年7月，特朗普在拉什莫尔山发表独立日演讲时抨击“左翼文化革命”，并表示“绝不能让左翼文化革命摧毁我们的生活方式或剥夺我们的自由”。《华盛顿邮报》报道称，特朗普的讲话是“对种族正义运动的严厉谴责”。CNN报道称，“特朗普再次试图加深美国的种族和文化分裂，而不是试图团结一个在新冠疫情和美国对种族主义的全面清算这两大危机中动荡不安的国家。”《时代》杂志写道：“在拉什莫尔山脚下，在独立日前夕，唐纳德·特朗普总统指责推动种族正义的抗议者参与了一场‘抹杀我们历史的无情运动’，此举进一步加剧了美国的分裂。”全国公共广播电台《周末版》援引特朗普的话称：“我们的国家正在目睹一场无情的运动，目的是抹杀我们的历史、诽谤我们的英雄、抹去我们的价值观并向我们的孩子灌输思想。”白宫记者塔玛拉·基思说：“他在拉什莫尔山前发表的演讲，将我们国家当前抗议种族主义、推动变革的时刻，定格为一场争夺美国灵魂的史诗般的战斗。他使用的夸张语言，让人想起他那篇关于美国大屠杀的就职演说。他一度将左翼的目标设定为，不是让美国变得更好，而是试图打败美国”。圣母大学非洲研究与政治学教授黛安·平德休斯在接受CNN采访时表示：“特朗普的种族主义毫不掩饰。他的每一步行动，每一条关于人类、谋杀或杀戮的评论，他都毫不掩饰。即使密西西比州和美国其他地区已经移除了邦联的标志，他仍然竭尽全力地朝着相反的方向前进。”

### 支持邦联符号
乔治·弗洛伊德之死发生后，美国各地大部分邦联纪念碑和象征物因与奴隶制和种族主义相关而被拆除。2020年6月，特朗普亲自要求内政部长戴维·伯恩哈特修复在华盛顿特区被抗议者推倒的邦联将军阿尔伯特·派克的雕像。同样在6月，美国陆军提议讨论重新命名以邦联陆军将领命名的军事基地。许多个人和诸如全国有色人种协进会的组织都建议以有色人种军事英雄的名字重新命名这些基地。特朗普在Twitter上回应称，“我的政府甚至不会考虑重新命名这些宏伟而传奇的军事设施。”6月30日，特朗普威胁要否决《国防授权法案》，原因是该法案中的一项条款要求重新命名以邦联指挥官命名的基地，并从所有美国国防设施中移除邦联标志。7月6日，特朗普对全国改装赛车竞赛协会（NASCAR）禁止在其活动中使用美利坚联盟国国旗的决定予以批评。当被问及他是否认为联盟国国旗具有冒犯性时，特朗普回答说：“当人们自豪地悬挂联盟国国旗时，他们并不是在谈论种族主义。他们热爱他们的旗帜，它代表着南方。”

### 撤销积极促进公平住房规则
2020年7月23日，特朗普政府推翻奥巴马政府2015年颁布的《积极促进公平住房规则》。该规则旨在促进平等的住房机会，创造公平的竞争环境，使社区为所有人提供平等的机会。尤金·罗宾逊评论说，特朗普的决定“可能是自阿拉巴马州的乔治·华莱士和佐治亚州的莱斯特·马多克斯等种族隔离主义州领导人时代以来，我所见过的最赤裸裸的种族主义诉求，旨在吸引白人选民”。NPR援引政治学家林恩·瓦夫雷克的话解释特朗普政策决定的措辞：“（特朗普认为）郊区是伟大的美国人居住的社区，因为我们限制了它。我认为这完全是将住房理念种族化。特朗普一直在说这种话：‘我要告诉你，这些人是好人，或者说，我们是他们的对手。我们是好人，他们是坏人。我们必须将他们拒之门外，才能保持我们的伟大’。”

### 反对多元化培训
2020年9月，特朗普指示联邦政府机构停止为其员工提供反偏见和种族敏感性培训。美国行政管理和预算局局长罗素·沃特在一份备忘录中表示，特朗普已指示他取消对其所谓“分裂性反美宣传”的资助。备忘录指示联邦机构“开始查明所有与‘批判性种族理论’、‘白人特权’培训相关的合同或其他机构支出，或任何其他教导或暗示以下观点的培训或宣传活动：（1）美国天生是一个种族主义或邪恶的国家，或（2）任何种族或族裔天生是种族主义或邪恶的。”特朗普引用了保守派媒体的报道并转发了Twitter帖子来描述这项政策。
2020年10月，司法部暂停所有多元化、包容性和隐性偏见培训。各大高校也开始取消多元化培训，担心如果被发现违反行政命令，将失去资金。

### 特朗普前律师声称存在种族歧视
担任特朗普律师十余年的迈克尔·科恩在其2020年9月出版的书籍中声称，特朗普曾多次发表种族主义言论。科恩表示：“特朗普通常对所有黑人，从音乐到文化，再到政治，都表示不满意”。除了其他贬损言论外，科恩还声称特朗普曾说过“告诉我一个由黑人统治的国家，哪个国家不是个粪坑。”

### 与鲍勃·伍德沃德的访谈
记者鲍勃·伍德沃德在其2020年9月出版的书籍中描述了一段对特朗普的录音采访，伍德沃德在采访中谈到了白人特权。伍德沃德问特朗普是否在努力“理解人们，尤其是黑人在这个国家感受到的愤怒和痛苦”。特朗普回答说：“不。你真的喝了酷爱饮料，不是吗？听听你自己说的。哇。不，我完全没有这种感觉。”

### 削弱公民权利保护
2021年1月，特朗普政府司法部寻求批准，在对少数族裔造成“差别影响”的案件中终止执行《民权法案》。民权组织表示，如果无法使用差别影响分析，那么所指定的政策导致种族差异结果的机构将面临更少的责任，例如对有色人种学生的纪律处分，以及其所在城市警察对有色人种居民的待遇。

### 1776委员会
2020年9月，特朗普政府成立1776委员会，以谴责“1619计划”，并“反驳学校在有关美国奴隶制问题上采用更准确历史课程的做法”。该委员会是特朗普对乔治·弗洛伊德遇害后爆发的“黑人的命也是命”反种族主义抗议活动做出的回应。特朗普表示“左翼骚乱和混乱是我们学校数十年来左翼思想灌输的直接结果。”该委员会由卡罗尔·斯温和希尔斯代尔学院校长拉里·阿恩担任主席。2021年1月18日（即马丁·路德·金纪念日），该委员会发布《1776报告》。报告在评论民权运动时指出，“（这场运动）几乎立即转向了与建国先贤崇高理想相悖的项目。”美国历史学会执行主任指出，该委员会中没有一位美国专业历史学家。他评论说“他们利用所谓的历史来煽动文化战争”。

### 对社区关系服务处的资助
社区关系服务处隶属于美国司法部。该办公室旨在调解因种族、国籍、性别、性取向、残疾和宗教信仰差异而引发的社区冲突和紧张局势。在特朗普任期内，CRS曾面临被裁撤或大幅裁员的威胁。倡导组织“亚裔美国人推进正义”（Asian Americans Advancing Justice）的主席公开表示，政府威胁要停止该部门原有在1500万至1600万美元之间的全部预算。

## 2020年竞选

### 卡玛拉·哈里斯国籍阴谋论
在2020年8月13日的新闻发布会上，特朗普总统被问及民主党2020年副总统候选人、参议员卡玛拉·哈里斯是否符合担任副总统的宪法资格。这一问题源于查普曼大学教授约翰·伊斯特曼在《新闻周刊》上发表的一篇专栏文章，该文章声称哈里斯实际上并非美国公民，因为在她出生时，她的父母都不是美国公民（实际上是对宪法公民权条款的偏颇解读）。该记者评论道：“社交媒体上流传着一些说法，称卡玛拉·哈里斯没有资格……竞选副总统，因为我认为她是‘锚宝宝’” 。并质问特朗普：“您能否明确地说，卡玛拉·哈里斯是否符合竞选副总统的法定资格？”
特朗普的回复并未承认他理解俚语“锚婴”的含义（非美国公民母亲在美国境内所生的孩子），也未承认哈里斯出生在加利福尼亚州。
我今天刚听说她不符合条件，顺便说一句，写这篇文章的律师是一位非常合格、非常有才华的律师。我不知道这是否正确。我本来以为民主党会在她被选中竞选副总统之前核实一下这一点。但这是一个非常严重的问题，你说的是，他们说她不符合条件，因为她不是在这个国家出生的。
女记者纠正特朗普说：“不，她出生在这个国家，但她的父母没有，呃，据说她父母当时没有获得永久居留权。”特朗普回答说：“是的，我不知道，我只是听说，我会去看看。”
特朗普因宣扬一个已被彻底揭穿的阴谋论而受到广泛批评。拜登竞选团队谴责总统的言论，称特朗普宣扬阴谋论“令人憎恶”，并批评他在反对前总统奥巴马的“出生地质疑论”运动中所扮演的角色。
一些评论员认为特朗普的言论带有种族主义和反移民色彩，损害了有色人种移民子女作为合法美国人的合法性。这种观点在2024年共和党总统初选期间特朗普对妮基·黑利的类似攻击中得到了印证，他们认为这是他类似攻击奥巴马、克鲁兹和哈里斯的攻击模式的一部分，旨在边缘化非白人美国人。塔玛拉·基思还指出，特朗普的母亲就是从苏格兰移民到美国的。

### “优良基因”
2020年9月18日，在明尼苏达州伯米吉举行的集会上，特朗普对一群主要由白人组成的观众说：“你们有优良基因，你们知道吗？你们优良的基因。很多事情都与基因有关，不是吗，你们不相信吗？赛马理论？你们认为我们很不一样。你们明尼苏达州的人有优良基因。”许多人认为这些言论是优生学的，并将其与二战期间的纳粹主义联系起来。

### 2020年首场总统辩论
在2020年9月29日与总统候选人乔·拜登的辩论中，主持人克里斯·华莱士问特朗普是否会“谴责白人至上主义者和团体，让他们说他们需要下台，不要再加剧暴力”。特朗普回答说：“当然。我愿意这样做。”特朗普要求澄清，问道：“你想让我谴责谁？”拜登说是“骄傲男孩”。特朗普随后表示：“骄傲男孩们，退后一步，待命吧，但我要告诉你们，我必须得有人对‘反法西斯’运动和左翼分子采取行动，因为这不是右翼的问题。”一位研究人员表示，辩论结束后，骄傲男孩在Telegram频道上的会员数量增长了近10%。据《华盛顿邮报》报道，特朗普的言论很快就被“灌输到各种表情包中，其中一个表情包里特朗普身穿“骄傲男孩”标志性polo衫。另一个表情包里特朗普的这句名言旁边还放着一张留着胡子、手持美国国旗、看似准备战斗的男子的图片。第三个表情包里则将“退后待命”（STAND BACK AND STAND BY）的口号融入了该组织的标志中。
翌日，当被问及他的言论时，他回答说：“我不知道‘骄傲男孩’是谁。我的意思是，你得给我一个定义，因为我真的不知道他们是谁。我只能说他们必须下台，让执法部门做好他们的工作……问题出在左翼。”当天晚些时候，当被直接问及是否会谴责白人至上主义时，特朗普回答说：“我一直都在谴责——任何形式，任何形式，任何形式的——你都必须谴责。”在肖恩·汉尼提的福克斯节目中，特朗普说：“我已经说过很多次了，让我再明确一点：我谴责（三K党）。我谴责所有白人至上主义者。我谴责‘骄傲男孩’。我对‘骄傲男孩’了解不多，几乎一无所知。但我谴责他们。”
NPR记者威廉·布兰汉姆采访了美国全国有色人种协进会法律辩护和教育基金会的贾奈·尼尔森，以及芝加哥大学研究美国白人权力运动的历史学家凯瑟琳·贝卢。贝卢指出，白人权力运动将他的话理解为“准备采取进一步行动”，他的言论已被纳入他们的标志设计中，这证明了这一点。尼尔森评论道：“昨晚我们看到的是，美国总统在全国乃至全世界的注视下，与白人至上主义站在一起。而且，与他之前的言论不同，这一次，他直接对他们讲话。他告诉他们退后一步，做好准备。”

## 2024年竞选

### “真实社交”帖子
2022年10月，特朗普在其社交媒体网站“真实社交”上发帖攻击米奇·麦康奈尔和妻子赵小兰，称其为“热爱中国的妻子，周可可”。赵小兰曾在特朗普政府时期担任交通部长，持有美国公民身份已超过50年。2022年中期选举后，特朗普在“真实社交”上发帖攻击弗吉尼亚州共和党州长格伦·扬金，故意将他的名字拼错为“Young Kin”，并说道：“听起来像中国人，不是吗？”。他的言论被一些人视为种族主义，其中包括马里兰州共和党州长拉里·霍根。数天后，特朗普在另一篇帖子中再次使用“周可可”昵称来指代赵小兰。

### 与尼克·富恩特斯、坎耶·韦斯特会面
2022年11月下旬，近期宣布参加2024年总统选举的坎耶·韦斯特与白人民族主义者和大屠杀否认者尼克·富恩特斯一起在海湖庄园拜访特朗普。11月24日，韦斯特发布了一段视频，称在韦斯特邀请特朗普担任副总统候选人后，特朗普开始对他大喊大叫，并告诉他自己会输。他表示：“特朗普基本上是在餐桌上对我大喊大叫，告诉我我将会输——我的意思是，历史上有谁这样做过。我说，等等，等等，等等，特朗普，你在跟坎耶说话”。特朗普则发表声明称，在本周早些时候联系他安排这次拜访后，韦斯特“意外地带着他的三个朋友出现，我对他们一无所知”，特朗普与他们一起吃了晚饭，“晚餐很快，没有发生任何意外”。

### “血液中毒”观点
在2023年10月的一次采访中，特朗普表示无证移民正在“毒害我们国家的血液”，与执着于所谓血统纯度的白人至上主义者常用的言辞如出一辙。阿道夫·希特勒在《我的奋斗》中曾提到“血液污染”或“血液中毒”。反诽谤联盟的乔纳森·格林布拉特称特朗普的言论“种族主义、仇外且卑鄙”。特朗普的发言人張振熙在一份声明中表示“这是日常生活中常见的用语——在书籍、电视、电影和新闻报道中均有出现。任何认为这是种族主义或仇外行为的人，都生活在一个充满荒谬愤怒的平行世界里。”
特朗普在2023年12月16日的集会上重复了“他们正在毒害我们国家的血液”这句话，并在2024年总统竞选期间继续重复这句话。

### 起诉书和入案照评论
2024年2月23日，特朗普在竞选演讲中表示，他的四项刑事起诉和一张入案照提升了他在黑人选民中的吸引力，并将他面临的法律风险与历史上的反黑人歧视相提并论，他因此受到批评。他表示：“当我在亚特兰大拍摄入案照时，那张入案照是第一位的。你知道谁比任何人都更接受它吗？黑人群体。”

### 关于无证移民的非人性化言论
在2024年竞选期间，特朗普多次对无证移民发表非人化言论，称他们是非人类。特朗普多次表示，有些移民“不是人”，“不是人类”，“是动物”，并引用 1968年歌曲《蛇》的歌词，将他们形容为致命的蛇。特朗普将移民比作精神病院的病人和虚构的连环杀手汉尼拔·莱克特，并错误地声称流氓国家正在“将移民输送过我们敞开的边境”并“送来囚犯、杀人犯、毒贩、精神病人和恐怖分子”。

### 声称犹太民主党人憎恨以色列及其宗教
2024年3月18日，特朗普因声称“任何投票给民主党的犹太人都憎恨他们的宗教”以及“他们憎恨以色列的一切，他们应该为自己感到羞耻，因为以色列终将被摧毁”而受到批评。在犹太团体日益增多的批评声中，特朗普竞选团队回应称“特朗普是对的”，民主党“已经变成了一个彻头彻尾的反以色列、反犹太、支持恐怖主义的阴谋集团”。反诽谤联盟的乔纳森·格林布拉特称特朗普的言论“诽谤性十足，且明显是错误的”。犹太公共事务委员会首席执行官艾米·斯皮塔尼克声称，特朗普正在“进一步使危险的反犹太主义者正常化”。特朗普的言论被指责为煽动一种反犹太主义的比喻，即犹太人拥有“双重忠诚”，他们对以色列的忠诚度高于对自己国家的忠诚度。特朗普的言论与他担任总统期间的先前言论相呼应，他指责投票给民主党的犹太人“不忠诚”。继3月18日发表首次评论后，特朗普多次表示，投票给拜登的犹太人背叛了自己的宗教和文化身份。
哈里斯竞选团队和几个无党派犹太组织批评了特朗普在9月19日反犹太主义会议上的言论。特朗普在会上表示，“如果我没有赢得这次选举”，那么“犹太人民将与我的败选有很大关系”，并继续批评自由派犹太人“投票给敌人”，声称民主党对美国犹太人有“控制或诅咒”。

### 关于卡玛拉·哈里斯背景的说法
2024年7月31日，特朗普在全国黑人记者协会接受了采访。当被问及他是否认为2024年总统选举的对手、美国历史上首位黑人女性和首位印度裔美国主要总统候选人卡玛拉·哈里斯是“DEI雇佣的”时，他开始质疑她的种族，称她一直是印度裔，并一直宣扬自己的印度裔身份，直到“碰巧变成黑人”。随后，他在其“真相社交”账户上发布了一段视频，再次质疑她的种族，视频中哈里斯用他的话说“说她是印度裔，而不是黑人”，并称她为“冷酷无情的骗子”。此外，在他宾夕法尼亚州的一次集会上，还播放了哈里斯成为首位印度裔美国参议员的新闻文章，据称是为了继续质疑她的黑人身份。特朗普的言论被多家媒体解读为种族主义言论，暗示多种族人士必须选择一种身份来认同自己。

### 斯普林菲尔德宠物食用传言
在与哈里斯的首场辩论中，特朗普声称俄亥俄州斯普林菲尔德的海地移民正在吃猫狗。该指控传开后，当地学校、医院、公共建筑和企业遭遇数十起炸弹威胁，大部分伴有反海地言论。

## 第二届总统任期

### 波托马克河撞机事件
2025年波托马克河撞机事件发生后，特朗普在毫无证据的情况下，将空难归咎于多元、平等和包容政策，其言论被形容为种族主义。

### 利用巴勒斯坦人作为诽谤
2025年3月，特朗普因说“在我看来，舒默是巴勒斯坦人。他已经成为巴勒斯坦人了……他曾经是犹太人。他不再是犹太人了。他是巴勒斯坦人”而受到批评。此前，在2024年与乔·拜登的总统选举辩论中，特朗普也因说“他已经变得像个巴勒斯坦人了。但是，他们不喜欢他，因为他是一个非常糟糕的巴勒斯坦人。他很软弱”而受到批评。

### 移民政策
尽管特朗普将反对移民作为其竞选活动的核心，但其政府却为阿非利卡人破例。

### 对白人种族灭绝的虚假指控
2025年5月，特朗普在椭圆形办公室与南非总统西里尔·拉马福萨2025年特朗普—拉马福萨会谈提出南非白人种族灭绝的虚假指控，并播放了一段他声称支持其立场的视频。

## 影响
唐纳德·特朗普被指控“煽动全美种族、民族和宗教紧张局势”。南方贫困法律中心记录了2016年总统选举后10天内发生的867起“仇恨事件”，并将这一现象部分归咎于特朗普的言论。该中心认为实际事件数量要高得多，因为大多数仇恨犯罪都没有被报告。南方贫困法律中心主席J·理查德·科恩将近期仇恨事件激增归咎于特朗普在竞选期间使用的分裂性言论。他在一份声明中表示：“特朗普先生声称，他对自己的当选在全国范围内引发仇恨感到惊讶。但他不应该感到惊讶。这是他发起的竞选活动的必然结果。”
2016年，时任美国司法部长洛麗泰·林奇表示，美国联邦调查局2015年的统计数据显示，针对美国穆斯林的仇恨犯罪增加了67%；针对犹太人、非裔美国人和LGBT群体的仇恨犯罪也有所增加。林奇报告称，总体增幅为6%，但她表示，由于许多事件未被报告，实际增幅可能更高。纽约市的仇恨犯罪数量在2015年至2016年间增长了31.5%。时任纽约市长比尔·德布拉西奥评论道：“我们很多人都非常担心当选总统在竞选期间发表的大量分裂言论，我们尚不清楚这将对我们国家造成何种影响。”
2014年至2018年间，仇恨团体的数量猛增30%，2015年达到892个，2016年达到917个，2017年达到954个，2018年更是达到了创纪录的1,020个。据南方贫困法律中心的马克·波托克称，唐纳德·特朗普的总统竞选演讲“针对拉美裔和穆斯林的妖魔化言论激怒了极右翼，导致贾里德·泰勒和前三K党成员大卫·杜克等白人民族主义领袖对其大力支持”。
2017年，三K党在夏洛茨维尔的团结右翼集会上举行集会。前大巫师大卫·杜克在演讲中称此次示威活动是一个“转折点”，并说道：“我们将兑现唐纳德·特朗普的承诺。这是我们的信仰。这就是我们投票给唐纳德·特朗普的原因，因为他说过要夺回我们的国家。”
2018年的一项研究发现，特朗普反建制的竞选立场，例如他频繁的“抽干沼泽”言论，对选民的吸引力不如他对少数族裔和性别歧视的负面态度。另一项研究发现，“特朗普的言论和集会强化了白人身份认同，并加剧了美国白人面临的威胁感知，（并发现）举办特朗普集会的县的仇恨事件增加了226%。”2019年，布鲁金斯学会报告称，统计数据显示，特朗普的种族主义言论导致美国暴力事件增加。该学会的研究发现“大量证据表明，特朗普鼓励种族主义并从中获得政治利益”。该学会通过分析特朗普赢得大选时的仇恨犯罪数据，发现仇恨犯罪数量激增，这是25年来第二大增幅，而第一大增幅起源于2001年的九一一袭击事件。

### 对学生的影响
2016年总统选举后，南方贫困法律中心的“教学宽容”（Teaching Tolerance）项目对一万多名教师进行了一项调查，结果显示“选举结果对学校和学生产生了极其负面的影响”。大多数受访者认为，这种影响将是长期的。受访者报告称，“言语骚扰、使用诽谤和贬损性语言，以及涉及纳粹党十字记号、纳粹敬礼和邦联旗帜的令人不安的事件”有所增加。“近三分之一的事件是由反移民情绪引发的，反黑人事件位居第二，其中经常涉及私刑。反犹太主义和反穆斯林袭击也很常见。南方贫困法律中心认为，“这些教育工作者报告的动态和事件无异于一场危机，应该予以重视。”南方贫困法律中心主席理查德·科恩评论道：“我们之前看到唐纳德·特朗普表现得像个12岁的孩子，现在我们又看到12岁的孩子表现得像唐纳德·特朗普。”
2020年一项针对特朗普当选以来新闻报道的调查发现，有300起涉及学生欺凌事件的报道与特朗普的言论或其“让美国再次伟大”（MAGA）竞选口号有关。至少四分之三的袭击事件针对的是黑人、西班牙裔或穆斯林学生，但报告还发现，有45起学生因支持特朗普而遭到袭击。调查还发现，在小学、初中和高中体育赛事中，家长、球员或球迷至少48次针对参赛学生使用特朗普的名字或使用他的言辞。由于大多数事件从未被报道，因此据信他们发现的数字只是实际总数的一小部分。

### 对儿童的影响
社会学家玛格丽特·哈格曼研究并撰写了关于年轻人对美国种族主义和时事的看法。在她2018年出版的最新著作中，她记录了与年轻人就特朗普当选总统进行的对话。她写道：
“我采访的每一位有色人种儿童不仅表达了对总统种族主义言论和行为的厌恶和愤慨，还描述了他们对特朗普担任总统感到恐惧、愤怒、焦虑、不安和担忧，尤其是他的种族主义行为可能对他们自己或他们所爱的人造成的影响。”
她将有色人种儿童与白人儿童进行了比较，写道：
“对于我采访过的一些白人儿童来说，这种（种族主义的）现实似乎与同理心、愤怒以及对同龄人的关怀有关。但对于其他白人儿童来说，这种现实根本不重要，即使他们知道并能够承认它的存在。”

### 国会黑人党团的反应
国会黑人党团成员批评特朗普“屡屡煽动种族争议”。在特朗普开始质疑奥巴马的出生地时，该组织前主席伊曼纽尔·克利弗表达了担忧：“我不知道全国人民是否明白，他已经……对非裔美国人发起了攻击，从他拒绝接受美国首位非裔美国总统开始，一直宣称自己来自肯尼亚。历史上没有其他总统面临过这样的批评。我们得出的结论是，这是他信仰体系的一部分。”
一些议员以拒绝出席特朗普2018年国情咨文演讲的方式表示抗议。约翰·刘易斯表示“我必须良心谴责”；芭芭拉·李则表示“这位总统不尊重总统的职位，他玷污了总统的名誉”。弗雷德里卡·威尔逊也缺席了此次演讲。此前，威尔逊支持一名尼日尔阵亡士兵的妻子，被特朗普斥责为“疯子”。瑪克辛·沃特斯发布一段视频回应特朗普，称“他声称自己在团结人民，但毫无疑问，他是一个危险、无原则、制造分裂、可耻的种族主义者。”其他黑人议员则身穿肯特披肩出席演讲，以示对特朗普关于非洲和其他国家“粪坑”言论的支持。
在众议员亚历山大·格林强制进行的众议院投票中，近三分之二的国会黑人党团成员支持弹劾唐纳德·特朗普。格林的弹劾条款声称，特朗普“使美国总统的崇高职位蒙受蔑视、嘲笑、耻辱和损害”，并“在美国人民中制造了不和”。

## 特朗普本人辩护
特朗普一再否认他是种族主义者的说法，经常声称他是“最不信奉种族主义的人”。他的许多朋友、政府成员以及与他有关联的人士，包括部分美国黑人，都表示特朗普不是种族主义者。时任特朗普政府住房和城市发展部部长的本·卡森对他持有观点的证据做解释，他表示：“当他买下海湖庄园时，他就是那个为犹太人和黑人争取权利，让他们能够加入那些试图排斥他们的俱乐部的人。你知道，人们说他是个种族主义者，但他不是。”在2020年共和党全国代表大会上，特朗普37年的挚友赫歇尔·沃克为他辩护，驳斥了种族主义的指控，他说：“我在美国南部腹地长大，近距离目睹了种族主义。我知道那是什么，那不是唐纳德·特朗普。”
尽管被视为反移民人士，但特朗普本人却是一位移民母亲的儿子，并且曾两次与移民美国的妻子结婚。他多次表示自己具有移民血统。在2016年美国总统选举期间，特朗普为自己辩护，反驳了有关其移民政策带有种族主义色彩的指控，称“我承诺执行和维护美国的每一项法律，并将捍卫和保护美国公民作为我的移民优先事项，这一点我永远不会为此道歉。”
在2019年对大规模枪击事件的回应中，他表示“我们国家必须齐心协力谴责种族主义、偏执和白人至上主义”。
特朗普及其盟友多次指出他担任总统期间，黑人和西班牙裔的失业率创历史新低，证明他不是种族主义者，而且其政府正在使少数族裔受益。2019年，特朗普因其政府推动通过《第一步法案》的工作而获得20/20两党司法中心颁发的奖项，该法案允许数千名在联邦监狱服刑的非暴力罪犯提前释放。有证据表明，黑人男性是该法案的主要受益者。

## 白人民族主义者和白人至上主义者的支持
从竞选伊始，特朗普就得到了各种白人民族主义和白人至上主义运动及其领导人的支持。2016年2月24日，前三K党领袖大卫·杜克在其广播节目中公开表示支持特朗普的竞选活动。此后不久，在接受杰克·塔珀采访时，特朗普反复声称自己对杜克及其支持一无所知。共和党总统候选人迅速对他的摇摆不定做出回应。参议员马可·卢比奥表示，杜克的支持使特朗普无法当选。其他人则质疑他声称对杜克一无所知。特朗普表示，他此前曾在Twitter账户上发布的一条推文和一段视频中否认了杜克的支持。2016年3月3日，特朗普表示：“大卫·杜克是个坏人，多年来我曾多次否认他。我否认他，我否认三K党。”2016年8月25日，希拉里·克林顿发表演讲称，特朗普正在“将仇恨团体推向主流，并帮助极端激进分子掌控共和党”，并将这种极端激进分子与“另类右派”联系起来。“另类右派”是美国极右翼的一种网络变体，主要存在于网络世界，信奉白人民族主义，反对移民。选举季期间，另类右翼运动在网上“传播”支持种族主义和反犹太主义意识形态。2016年9月9日，数位另类右翼社群领袖举行新闻发布会阐明其目标。一位记者称此次发布会是这一鲜为人知的运动的“出柜派对”。他们重申了自己的种族主义信仰，指出“种族是真实的，种族很重要，种族是身份认同的基础”。演讲者呼吁建立一个“白人家园”，并阐述了种族智力差异。他们还确认支持特朗普，称“这才是领导者的样子”。
白人民族主义组织国家政策研究所的负责人理查德·斯宾塞表示：“在特朗普之前，我们的身份认同理念、民族观念，都无处可去”。新纳粹网站《每日冲锋》的编辑安德鲁·安格林表示：“我认识的几乎每一个另类右翼纳粹分子都在自愿为特朗普竞选”。美国纳粹党主席洛基·苏海达表示，尽管特朗普“不是我们中的一员”，但他的当选对白人民族主义运动来说将是一个“真正的机遇”。新纳粹分子詹姆斯·梅森表示，唐纳德·特朗普的当选给了他希望，并评论说：“为了让美国再次伟大，你必须让它再次变成白人。”
南方贫困法律中心在整个选举过程中监控了特朗普的竞选活动，并注意到特朗普和下级代理人多次使用白人民族主义言论或与白人民族主义运动人物接触。
根据《舆论季刊》2021年的一项研究，特朗普的候选资格同时吸引了持有极端种族观点的白人，也使得他的白人支持者更有可能表达更极端的种族观点。

## 分析

### 记者和评论家
在特朗普将多个国家称为“粪坑国家”事件发生后，一些媒体评论员不再将特朗普的某些言行描述为种族主义的表现，而是称特朗普是种族主义者。大卫·布鲁克斯在PBS新闻一小时节目中称总统的言论“非常明显是种族主义者”，并表示：“这符合我们从他职业生涯开始就看到的一种模式，坦率地说，也许从他父亲的职业生涯开始就一直如此。他一直对黑人和棕色人种进行严厉的评判。”许多《纽约时报》专栏作者都称特朗普为种族主义者，其中包括紀思道（“除了种族主义者，我不知道我们还能叫他什么”）、查尔斯·M·布洛（“特朗普就是个种族主义者。就是这样。”）和大卫·莱昂哈特（“唐纳德·特朗普就是个种族主义者”）。此外，《纽约客》的约翰·卡西迪总结道：“我们的椭圆形办公室里有一个种族主义者。”CNN驻白宫记者吉姆·阿科斯塔表示，综合《华盛顿邮报》的报道以及他在2016年和2017年的言论，表明“特朗普总统似乎对来自世界其他地区的有色人种怀有种族主义情绪”。
保守派评论员、前共和党全国委员会主席迈克尔·斯蒂尔在2018年1月接受采访时被问及是否认为特朗普是种族主义者，他回答说：“是的，我认为如此。目前证据确凿。”斯蒂尔在 MSNBC 上表示：“像唐纳德·特朗普这样的人有很多。这个国家的白人对美国的肤色变深感到不满。当他们谈到想要回归自己的国家时，他们指的是一个曾经非常安全的白人国家，肤色较少，也不太热衷于肤色变深。”
澳大利亚政治评论员、前自由党领袖约翰·休森于2018年1月撰文指出，他认为近期全球范围内针对传统政治和政客的运动，其根源在于种族主义和偏见。他评论道：“尽管美国总统唐纳德·特朗普偶尔会‘否认’、声称制造‘假新闻’，以及/或者进行语义上的区分，但他对种族问题的看法应该毋庸置疑。他的竞选主题实际上是承诺‘让美国再次伟大；美国第一和唯一’，并且——点头、点头、眨眨眼——让美国再次成为白人。”2019年7月，五位《纽约时报》撰稿人指出，特朗普“数十年来”一直利用“美国的种族、民族和宗教分歧”来获取“评级、名誉、金钱或权力”等个人利益，同时却无视其负面影响。
2020年，在特朗普为美利堅聯盟國象征辩护后，一些记者和评论员指责特朗普是种族主义者，并且迎合白人选民。 CNN主持人安德森·库珀说：“他不去谈论病毒并采取行动，而是花时间试图用种族主义和沙文主义言论来转移注意力……他现在完全倾向于他长期以来的种族主义。”作家兼前共和党政治策略师里克·威尔逊说：“班农很早就向他灌输了‘白人占选民的62%，我们只需要超过他们的数量就能获胜’的论点……而且，他是个种族主义者。”保守派政治专栏作家詹妮弗·鲁宾写道：“（特朗普）发表种族主义言论，崇拜种族主义象征……这是数十年来种族主义言论的一部分。我们直言不讳吧。”作家兼专栏作家达娜·米尔班克写道：“如果特朗普的种族主义挑衅是一种策略（而不仅仅是一种本能），那么它就是一个误判……特朗普的种族主义已经疏远了大量白人的数量。”

### 学界
道格·麦克亚当写道，特朗普“只是在以异乎寻常的音量和坦率表达大量共和党人早已持有的典型观点”，并且“将共和党推向了种族主义和本土主义的极端化”。麦克亚当认为，共和党在种族平等问题上偏离更自由主义观点的趋势始于理查德·尼克松担任总统期间。
总统历史学家道格拉斯·布林克利表示：“特朗普的所作所为时有发生，但在现代，没有哪位总统对种族问题如此不敏感，对非白人表现出如此明显的蔑视。”
以研究种族问题而闻名的埃默里大学教授乔治·扬西认为特朗普是种族主义者，并称他的观点是“毫无掩饰的白人至上主义思想的体现”。
2016年特朗普当选后不久，约翰·麦克沃特发表讲话，谈到8%的黑人选民和约25%的拉丁裔选民投票支持唐纳德·特朗普这一事实。他表示：“许多人会认为，有色人种投票给种族主义者是‘保守’的，仿佛种族主义在当时仍被社会接受。”在他看来，投票给特朗普的有色人种愿意忽略特朗普的种族主义，而去关注经济改善的承诺。
明尼苏达大学名誉法学教授戴维·P·布莱登认为，特朗普不惜“诋毁所有他认为阻碍其实现抱负的种族”。布莱登认为，特朗普的目标主要来自少数族裔，因为他想吸引那些认为进步人士憎恨他们的白人工薪阶层选民。
普利多等人于2018年发表了一项研究，比较了特朗普总统任期第一年期间的种族主义和环境放松管制。作者认为，“越轨”种族主义，或“引人注目”的种族主义，是特朗普总统竞选和总统任期的“标志”，特朗普将其用于“众多政治目的，包括将其目标非人化、巩固其权力、侵蚀民主规范以及转移人们对政策和法律变革的注意力”。特朗普种族主义的结果是“美国种族构成”发生了变化。种族文化中出现了“公开的白人至上主义”。作者记录到，在特朗普总统任期的第一年，发生了83起种族行动和173起环境行动；与此同时，发表了271条种族言论和22条环境言论。作者总结道：“行动更有可能与环境相关，而言论更有可能带有种族主义色彩”，并进一步指出，“引人注目的种族主义有助于掩盖相对平稳且破坏力巨大的放松管制”。然而，作者也警告称，行动的数量“并不能表明其影响”，并特别指出对穆斯林的禁令和对庇护申请的限制。

## 民意调查
根据萨福克大学2016年8月的一项民意调查，7%的计划投票给特朗普的人认为他是种族主义者。2016年11月，《华盛顿邮报》-ABC的一项民意调查发现，50%的美国人认为特朗普对黑人有偏见；在非裔美国人中，这一比例高达75%。根据《政客》/《晨间咨询》2017年10月的一项民意调查，45%的选民认为特朗普是种族主义者，而40%的选民认为他不是。
2017年12月，昆尼皮亚克大学进行了一项民意调查，询问“自唐纳德·特朗普当选以来，您认为美国的仇恨和偏见程度是增加、减少还是没有变化”。在受访者中，62%的人认为增加，4%的人认为减少，31%的人认为没有变化。
2018年1月，在特朗普发表关于移民问题的言论后，昆尼皮亚克大学进行的一项民意调查显示，58%的美国选民认为这些言论带有种族主义色彩，59% 的选民表示特朗普不像尊重白人那样尊重有色人种。
对美国全国选举研究机构的选前和选后民意调查以及其他众多调查和研究的分析表明，自特朗普在共和党崛起以来，对种族主义的态度已成为比经济问题更能决定选民党派忠诚度的因素。根据2019年7月《政客》/《晨间咨询》的一项民意调查，54%的美国选民认为特朗普是种族主义者，38%的选民不认为。昆尼皮亚克大学7月份公布的一项民意调查发现，51%的选民认为特朗普是种族主义者，而45%的选民则表示他不是。